# Filmografia della Fox Film Corporation
La filmografia è basata su IMDb 

## 1914
- The Thief, regia di Edgar Lewis (1914)

## 1915
- The Lone Cowboy, regia di Raoul Walsh (1915)
- The Girl I Left Behind Me, regia di Lloyd B. Carleton (1915)
- Siren of Hell, regia di Raoul Walsh (1915)
- Life's Shop Window, regia di Harry Belmar e Herbert Brenon  (1915)
- A Fool There Was, regia di Frank Powell (1915)
- A Gilded Fool, regia di Edgar Lewis (1915)
- Kreutzer Sonata, regia di Herbert Brenon (1915)
- The Nigger, regia di Edgar Lewis (1915)
- The Celebrated Scandal, regia di James Durkin e J. Gordon Edwards (1915)
- From the Valley of the Missing, regia di Frank Powell (1915)
- Anna Karenina, regia di J. Gordon Edwards (1915)
- The Clemenceau Case, regia di Herbert Brenon (1915)
- A Woman's Resurrection, regia di J. Gordon Edwards (1915)
- The Plunderer, regia di Edgar Lewis (1915)
- Princess Romanoff, regia di Frank Powell (1915)
- Wormwood, regia di Marshall Farnum (1915)
- The Devil's Daughter, regia di Frank Powell (1915)
- Should a Mother Tell, regia di J. Gordon Edwards (1915)
- Dr. Rameau, regia di Will S. Davis (1915)
- Lady Audley's Secret, regia di Marshall Farnum (1915)
- The Two Orphans, regia di Herbert Brenon (1915)
- Regeneration, regia di Raoul Walsh (1915)
- The Wonderful Adventure, regia di Frederick A. Thomson (1915)
- The Song of Hate, regia di J. Gordon Edwards (1915)
- Sin, regia di Herbert Brenon (1915)
- The Little Gypsy, regia di Oscar C. Apfel (1915)
- The Soul of Broadway, regia di Herbert Brenon (1915)
- The Family Stain, regia di Will S. Davis (1915)
- Carmen, regia di Raoul Walsh (1915)
- Blindness of Devotion, regia di J. Gordon Edwards (1915)
- A Woman's Past, regia di Frank Powell (1915)
- The Broken Law, regia di Oscar Apfel (1915)
- The Galley Slave, regia di J. Gordon Edwards (1915)
- The Unfaithful Wife, regia di J. Gordon Edwards (1915)
- Her Mother's Secret, regia di Frederick A. Thomson (1915)
- A Soldier's Oath, regia di Oscar C. Apfel (1915)
- Destruction, regia di Will S. Davis (1915)

## 1916
- The Green-Eyed Monster, regia di J. Gordon Edwards (1916)
- A Parisian Romance, regia di Frederick A. Thomson (1916)
- The Fourth Estate, regia di Frank Powell (1916)
- Il serpente (The Serpent), regia di Raoul Walsh (1916)
- The Ruling Passion, regia di James C. McKay (1916)
- Merely Mary Ann, regia di John G. Adolfi (1916)
- The Fool's Revenge, regia di Will S. Davis (1916)
- Fighting Blood o His Fighting Blood, regia di Oscar Apfel (1916)
- The Witch, regia di Frank Powell (1916)
- The Marble Heart, regia di Kenean Buel (1916)
- Gold and the Woman, regia di James Vincent (1916)
- The Bondman, regia di Edgar Lewis (1916)
- A Wife's Sacrifice, regia di J. Gordon Edwards (1916)
- Sangue blu e sangue rosso (Blue Blood and Red), regia di Raoul Walsh (1916)
- Calunniata (Slander), regia di Will S. Davis (1916)
- A Modern Thelma, regia di John G. Adolfi (1916)
- A Man of Sorrow, regia di Oscar C. Apfel (1916)
- Blazing Love, regia di Keenan Buel (Kenean Buel) (1916)
- The Eternal Sappho, regia di Bertram Bracken (1916)
- Sins of Men, regia di James Vincent (1916)
- The Battle of Hearts, regia di Oscar Apfel (1916)
- The Spider and the Fly, regia di J. Gordon Edwards (1916)
- Hypocrisy, regia di Kenean Buel (1916)
- Where Love Leads, regia di Frank Griffin (1916)
- A Woman's Honor, regia di Roland West (1916)
- East Lynne, regia di Bertram Bracken (1916)
- Ambition, regia di James Vincent (1916)
- The Man from Bitter Roots, regia di Oscar C. Apfel (1916)
- Caprice of the Mountains, regia di John G. Adolfi (1916)
- The Tortured Heart, regia di Will S. Davis (1916)
- The Beast, regia di Richard Stanton (1916)
- Under Two Flags, regia di J. Gordon Edwards (1916)
- The End of the Trail, regia di Oscar Apfel (1916)
- Sporting Blood, regia di Bertram Bracken (1916)
- Little Miss Happiness, regia di John G. Adolfi (1916)
- Daredevil Kate, regia di Keenan J. Buel (1916)
- The Unwelcome Mother, regia di James Vincent (1916)
- Her Double Life, regia di J. Gordon Edwards (1916)
- The Straight Way, regia di Will S. Davis (1916)
- The Fires of Conscience, regia di Oscar Apfel (1916)
- The War Bride's Secret, regia di Kenean Buel (1916)
- The Ragged Princess, regia di John G. Adolfi (1916)
- A Daughter of the Gods, regia di Herbert Brenon (1916)
- Romeo and Juliet, regia di J. Gordon Edwards (1916)
- Sins of Her Parent, regia di Frank Lloyd (1916)
- The Mediator, regia di Otis Turner (1916)
- Jealousy, regia di Will S. Davis (1916)
- The Mischief Maker, regia di John G. Adolfi (1916)
- Love and Hate, regia di James Vincent (1916)
- Il pirata dell'amore (The Vixen), regia di J. Gordon Edwards (1916)
- The Battle of Life, regia di James Vincent (1916)
- The Love Thief, regia di Richard Stanton (1916)
- The Victim, regia di Will S. Davis (1916)

## 1917
- When False Tongues Speak, regia di Carl Harbaugh (1917)
- The Kingdom of Love, regia di Frank Lloyd (1917)
- The Island of Desire, regia di Otis Turner (1917)
- Social Pirates, regia di Walter C. Reed (1917)
- A Bon-Bon Riot, regia di Hank Mann (1917)
- The Price of Silence, regia di Frank Lloyd (1917)
- A Modern Cinderella, regia di John G. Adolfi (1917)
- The Bitter Truth, regia di Kenean Buel (1917)
- Noah's Ark  (1917)
- The Primitive Call, regia di Bertram Bracken (1917)
- The Darling of Paris, regia di J. Gordon Edwards (1917)
- Brainstorm, regia di Harry Edwards (1917)
- One Touch of Sin, regia di Richard Stanton (1917)
- His Ticklish Job, regia di Charles Parrott (Charley Chase) (1917)
- The New York Peacock, regia di Kenean Buel (1917)
- The Cloud-Puncher, regia di Charles Parrott (1917)
- Il metodo dell'onore (The Honor System), regia di R.A. Walsh (1917)
- The Scarlet Letter, regia di Carl Harbaugh (1917)
- Chased Into Love, regia di Charles Parrott (1917)
- The Tiger Woman, regia di George Bellamy e J. Gordon Edwards (1917)
- There's Many a Fool, regia di Charles Parrott (Charley Chase) (1917)
- Melting Millions, regia di Otis Turner (1917)
- A Child of the Wild, regia di John G. Adolfi (1917)
- Sister Against Sister, regia di James R. Vincent (James Vincent) (1917)
- Her Father's Station, regia di Edwin Frazee (1917)
- Il marchese d'Evremonde (A Tale of Two Cities), regia di Frank Lloyd (1917)
- Love's Law, regia di Tefft Johnson (1917)
- The House of Terrible Scandals, regia di Henry Lehrman (1917)
- The Blue Streak, regia di William Nigh (1917)
- Hearts and Saddles, regia di Robert Eddy (come Bob Eddy) e Tom Mix (1917)
- His Merry Mix-Up, regia di Charley Chase (come Charles Parrott) (1917)
- High Finance, regia di Otis Turner (1917)
- Tangled Lives, regia di J. Gordon Edwards (1917)
- Her Greatest Love, regia di J. Gordon Edwards (1917)
- A Bath House Tangle, regia di Harry Edwards (1917)
- Her Temptation, regia di Richard Stanton (1917)
- A Footlight Flame, regia di Walter C. Reed (1917)
- The Film Spoilers, regia di Charley Chase (come Charles Parrott) (1917)
- La derelitta (The Derelict), regia di Carl Harbaugh (1917)
- Love and Logs, regia di Walter C. Reed (1917)
- She, regia di Kenean Buel (1917)
- His Love Fight, regia di Hank Mann (1917)
- The Small Town Girl, regia di John G. Adolfi (1917)
- A Royal Romance, regia di James Vincent (1917)
- An Aerial Joy Ride, regia di Charles Reed (1917)
- An Aerial Joyride, regia di Walter C. Reed (1917)
- American Methods, regia di Frank Lloyd (1917)
- A Roman Cowboy, regia di Tom Mix (1917)
- His Bomb Policy, regia di Charley Chase (come Charles Parrott) (1917)
- The Book Agent, regia di Otis Turner (1917)
- The Final Payment, regia di Frank Powell (1917)
- Heart and Soul, regia di J. Gordon Edwards (1917)
- La bugia muta (The Silent Lie), regia di R.A. Walsh (Raoul Walsh) (1917)
- Suds of Love, regia di J.A. Howe (come Jay A. Howe) (1917)
- The Slave, regia di William Nigh (1917)
- The Broadway Sport, regia di Carl Harbaugh (1917)
- Six Cylinder Love, regia di Tom Mix (1917)
- Some Boy, regia di Otis Turner (1917)
- His Final Blowout, regia di Hank Mann (1917)
- The Siren, regia di Roland West (1917)
- Patsy, regia di John G. Adolfi (1917)
- Two Little Imps, regia di Kenean Buel (1917)
- Bing Bang, regia di Charles Parrott (Charley Chase) (1917)
- To Honor and Obey, regia di Otis Turner (1917)
- La peccatrice innocente (The Innocent Sinner), regia di R.A. Walsh (1917)
- A Soft Tenderfoot, regia di Tom Mix (1917)
- Wife Number Two, regia di William Nigh (1917)
- Jack and the Beanstalk, regia di Chester M. Franklin (come C.M. Franklin) e Sidney Franklin (come S.A. Franklin) (1917)
- Wrath of Love, regia di James Vincent (1917)
- Durand of the Bad Lands, regia di Richard Stanton (1917)
- The Soul of Satan, regia di Otis Turner (1917)
- The Spy, regia di Richard Stanton (1917)
- Every Girl's Dream, regia di Harry F. Millarde (1917)
- A Domestic Hound, regia di Hank Mann (1917)
- Tradita (Betrayed), regia di Raoul Walsh (1917)
- Tom and Jerry, regia di Tom Mix – cortometraggio (1917)
- Il conquistatore (The Conqueror), regia di Raoul Walsh   (1917)
- The Yankee Way, regia di Richard Stanton (1917)
- North of Fifty-Three, regia di Richard Stanton e William Desmond Taylor (1917)
- Camille, regia di J. Gordon Edwards (1917)
- A Rich Man's Plaything, regia di Carl Harbaugh (1917)
- Conscience, regia di Bertram Bracken
- Aladino e la lampada magica (Aladdin and the Wonderful Lamp), regia di Chester M. Franklin, Sidney Franklin (1917)
- Thou Shalt Not Steal, regia di William Nigh (1917)
- Cleopatra, regia di J. Gordon Edwards (1917)
- This Is the Life, regia di R.A. Walsh (1917)
- When a Man Sees Red, regia di Frank Lloyd (1917)
- The Scarlet Pimpernel, regia di Richard Stanton (1917)
- Rosa di sangue (The Rose of Blood), regia di J. Gordon Edwards (1917)
- Miss U.S.A., regia di Harry F. Millarde (1917)
- The Painted Madonna, regia di Oscar A. C. Lund (1917)
- Roaring Lions and Wedding Bells, regia di William Campbell e Jack White (1917)
- All for a Husband, regia di Carl Harbaugh (1917)
- A Milk-Fed Vamp, regia di David Kirkland (1917)
- A Branded Soul, regia di Bertram Bracken (1917)
- The Babes in the Woods, regia di Chester M. Franklin e Sidney Franklin  (1917)
- Les Misérables, regia di Frank Lloyd (1917)
- Trouble Makers, regia di Kenean Buel (1917)
- Orgoglio di New York (The Pride of New York), regia di R.A. Walsh (1917)
- His Smashing Career, regia di Henry Lehrman (1917)
- The Heart of a Lion, regia di Frank Lloyd (1917)
- Unknown 274, regia di Harry F. Millarde (1917)
- Damaged, No Goods, regia di J.A. Howe, Jack White (1917)
- Madame Du Barry, regia di J. Gordon Edwards (1917)
- For Liberty, regia di Bertram Bracken (1917)

## 1918
- Why I Should Not Marry, regia di Richard Stanton (1918)
- Her Husband's Wife, regia di David Kirkland (1918)
- Stolen Honor, regia di Richard S. Stanton (Richard Stanton) (1918)
- Shadows of Her Pest, regia di Henry Lehrman (1918)
- Cupid's Roundup, regia di Edward LeSaint (1918)
- Son of a Gun, regia di F. Richard Jones (1918)
- Cheating the Public, regia di Richard Stanton (1918)
- A Heart's Revenge, regia di O.A.C. Lund (1918)
- Treasure Island, regia di Chester M. Franklin e Sidney Franklin (1918)
- The Heart of Romance, regia di Harry Millarde (Harry F. Millarde) (1918)
- The Forbidden Path, regia di J. Gordon Edwards (1918)
- Hungry Lions in a Hospital, regia di Jack White – cortometraggio (1918)
- Jack Spurlock, Prodigal, regia di Carl Harbaugh (1918)
- The Moral Law, regia di Bertram Bracken (1918)
- Are Married Policemen Safe?, regia di F. Richard Jones (1918)
- Six Shooter Andy, regia di Sidney Franklin (1918)
- American Buds, regia di Kenean Buel (1918)
- The Girl with the Champagne Eyes, regia di C.M. Franklin (Chester M. Franklin) (1918)
- A Husband's Wife (1918)
- The Blindness of Divorce, regia di Frank Lloyd (1918)
- The Debt of Honor, regia di O.A.C. Lund (1918)
- The Woman and the Law, regia di R.A. Walsh (Raoul Walsh) (1918)
- The Devil's Wheel, regia di Edward J. Le Saint (1918)
- A Self-Made Lady, regia di David Kirkland (1918)
- Rough and Ready, regia di Richard Stanton (1918)
- A Daughter of France, regia di Edmund Lawrence (1918)
- All'attacco (On the Jump), regia di R.A. Walsh (Raoul Walsh) (1918)
- A Camouflage Kiss, regia di Harry Millarde (Harry F. Millarde) (1918)
- The Bride of Fear, regia di S.A. Franklin (Sidney Franklin) (1918)
- A Waiter's Wasted Life, regia di William Watson e Jack White (1918)
- Western Blood, regia di Lynn Reynolds (1918)
- The Soul of Buddha, regia di J. Gordon Edwards (1918)
- Her One Mistake, regia di Edward J. Le Saint (1918)
- True Blue, regia di Frank Lloyd (1918)
- Brave and Bold, regia di Carl Harbaugh (1918)
- A Neighbor's Keyhole, regia di Henry Lehrman – cortometraggio (1918)
- Peg of the Pirates, regia di O.A.C. Lund (1918)
- The Firebrand, regia di Edmund Lawrence (1918)
- Confession, regia di Sidney Franklin (1918)
- Wild Women and Tame Lions, regia di William Campbell (1918)
- Blue-Eyed Mary, regia di Harry Millarde (1918)
- Under the Yoke, regia di J. Gordon Edwards (1918)
- Ace High, regia di Lynn Reynolds (1918)
- We Should Worry, regia di Kenean Buel (1918)
- The Scarlet Road, regia di Edward J. Le Saint (1918)
- Who's Your Father?, regia di Tom Mix (1918)
- Other Men's Daughters, regia di Carl Harbaugh (1918)
- Her Price, regia di Edmund Lawrence (1918)
- Miss Innocence, regia di Harry Millarde (1918)
- The Kid Is Clever, regia di Paul Powell (1918)
- Fallen Angel, regia di Robert Thornby (1918)
- A Tight Squeeze, regia di Jack White (1918)
- Doing Their Bit, regia di Kenean Buel (1918)
- Salomè (Salome), regia di J. Gordon Edwards (1918)
- The Bird of Prey, regia di Edward J. Le Saint (1918)
- The Liar, regia di Edmund Lawrence (1918)
- Lawless Love, regia di Robert Thornby (1918)
- A High Diver's Last Kiss, regia di William Beaudine e Noel M. Smith (1918)
- Il bastardo prussiano (The Prussian Cur), regia di R.A. Walsh (Raoul Walsh) (1918)
- Riders of the Purple Sage, regia di Frank Lloyd (1918)
- Queen of the Sea, regia di John G. Adolfi (1918)
- Bonnie Annie Laurie, regia di Harry Millarde (1918)
- Why America Will Win, regia di Richard Stanton (1918)
- Mr. Logan, U.S.A., regia di Lynn F. Reynolds (1918)
- The Queen of Hearts, regia di Edmund Lawrence (1918)
- The Caillaux Case, regia di Richard Stanton (1918)
- Roaring Lions on the Midnight Express, regia di Henry Lehrman (1918)
- Kultur, regia di Edward J. Le Saint (1918)
- When a Woman Sins, regia di J. Gordon Edwards (1918)
- Swat the Spy, regia di Arvid E. Gillstrom (1918)
- Tell It to the Marines, regia di Arvid E. Gillstrom (1918)
- Marriages Are Made, regia di Carl Harbaugh (1918)
- Fame and Fortune, regia di Lynn F. Reynolds (1918)
- Choose Your Exit (1918)
- The Rainbow Trail, regia di Frank Lloyd (1918)
- William Farnum in a Liberty Loan Appeal, regia di Frank Lloyd (1918)
- The Woman Who Gave, regia di Kenean Buel (1918)
- The She Devil, regia di J. Gordon Edwards (1918)
- Mongrels, regia di Jack White (1918)
- Fan Fan, regia di Chester M. Franklin e Sidney A. Franklin (1918)
- Why I Would Not Marry, regia di Richard Stanton (1918)
- Ali Baba and the Forty Thieves, regia di Chester M. Franklin e Sidney A. Franklin (1918)
- Tutti i figli di una madre (Every Mother's Son), regia di Raoul Walsh (1918)
- Buchanan's Wife, regia di Charles Brabin (1918)
- The Strange Woman, regia di Edward J. Le Saint (1918)
- The Fatal Marriage, regia di William Campbell (1918)
- I Want to Forget, regia di James Kirkwood (1918)
- Caught in the Act, regia di Harry Millarde (1918)
- Lo dirò (I'll Say So), regia di Raoul A. Walsh (Raoul Walsh) (1918)
- The Son of a Hun, regia di Jack White (1918)
- The Danger Zone, regia di Frank Beal (1918)
- For Freedom, regia di Frank Lloyd (1918)

## 1919
- Money Talks, regia di Fred Hibbard (1919)
- Treat 'Em Rough (The Two-Gun Man), regia di Lynn Reynolds (1919)
- The Light, regia di J. Gordon Edwards (1919)
- The Call of the Soul, regia di Edward J. Le Saint (1919)
- Woman, Woman!, regia di Kenean Buel (1919)
- The Girl with No Regrets, regia di Harry Millarde (Harry F. Millarde) (1919)
- Oh, What a Knight, regia di Fred Fishback (Fred Hibbard) (1919)
- Luck and Pluck, regia di Edward Dillon (1919)
- The Love Auction, regia di Edmund Lawrence  (1919)
- Hell-Roarin' Reform, regia di Edward J. LeSaint (1919)
- Smiles, regia di Arvid E. Gillstrom (1919)
- His Musical Sneeze, regia di Preston Black (Jack White) (1919)
- The Man Hunter, regia di Frank Lloyd (1919)
- The Forbidden Room, regia di Lynn F. Reynolds (1919)
- When Men Desire, regia di J. Gordon Edwards (1919)
- Gambling in Souls, regia di Harry Millarde (1919)
- Never Say Quit, regia di Edward Dillon (1919)
- Thou Shalt Not, regia di Charles Brabin (1919)
- The Rebellious Bride, regia di Lynn Reynolds (1919)
- Fighting for Gold, regia di E. J. Le Saint (Edward LeSaint) (1919)
- Married in Haste, regia di Arthur Rosson (1919)
- Pitfalls of a Big City, regia di Frank Lloyd (1919)
- The Love That Dares, regia di Harry F. Millarde (1919)
- Help! Help! Police!, regia di Edward Dillon (1919)
- The Siren's Song, regia di J. Gordon Edwards (1919)
- Miss Adventure, regia di Lynn Reynolds (1919)
- A Lady Bell Hop's Secret, regia di William Campbell (1919)
- The Coming of the Law, regia di Arthur Rosson (1919)
- Words and Music by -, regia di Scott R. Dunlap (1919)
- A Fallen Idol, regia di Kenean Buel (1919)
- Virtuous Husbands, regia di John G. Blystone (1919)
- The Divorce Trap, regia di Frank Beal (1919)
- When Fate Decides. regia di Harry F. Millarde (1919
- The Jungle Trail, regia di Richard Stanton (1919)
- A Woman There Was, regia di J. Gordon Edwards (1919)
- The Merry Jailbirds, regia di Fred Fishback (Fred Hibbard) (1919)
- My Little Sister, regia di Kenean Buel (1919)
- Cowardice Court, regia di William C. Dowlan (1919)
- Putting One Over, regia di Edward Dillon (1919)
- I predoni della prateria (The Lone Star Ranger), regia di J. Gordon Edwards (1919)
- Be a Little Sport, regia di Scott R. Dunlap (1919)
- The Wilderness Trail, regia di Edward J. Le Saint (1919)
- The Sneak, regia di Edward J. Le Saint (1919)
- Rose of the West, regia di Harry Millarde (1919)
- The Seventh Person, regia di George Walsh (1919)
- Cheating Herself, regia di Edmund Lawrence (1919)
- Wolves of the Night, regia di J. Gordon Edwards (1919)
- Chasing Rainbows, regia di Frank Beal (1919)
- Love Is Love, regia di Scott R. Dunlap (1919)
- Kathleen Mavourneen, regia di Charles Brabin (1919)
- Evangeline, regia di Raoul Walsh (1919)
- Rough-Riding Romance, regia di Arthur Rosson (1919)
- Checkers, regia di Richard Stanton (1919)
- Her First Kiss, regia di Frank Griffin (1919)
- The Winning Stroke, regia di Edward Dillon (1919)
- The Splendid Sin, regia di Howard M. Mitchell (1919)
- L'ultimo eroe (The Last of the Duanes), regia di J. Gordon Edwards (1919)
- The Broken Commandments, regia di Frank Beal (1919)
- Dabbling in Society, regia di Reggie Morris (1919)
- The Merry-Go-Round, regia di Edmund Lawrence   (1919)
- La Belle Russe, regia di Charles Brabin (1919)
- His Naughty Wife, regia di Victor Heerman (1919)
- Wild Waves and Women, regia di Frank Griffin (1919)
- Sacred Silence, regia di Harry F. Millarde (1919)
- Snares of Paris, regia di Howard M. Mitchell (1919)
- The Speed Maniac, regia di Edward J. Le Saint (1919)
- The Lost Princess, regia di Scott R. Dunlap (1919)
- The Yellow Dog Catcher, regia di Jack Blystone (1919)
- Deve perdonare un marito? (Should a Husband Forgive?), regia di R.A. Walsh (1919)
- A Girl in Bohemia, regia di Howard M. Mitchell (1919)
- Footlight Maids, regia di Jack Blystone (1919)
- Vagabond Luck, regia di Scott R. Dunlap (1919)
- The Lure of Ambition, regia di Edmund Lawrence (1919)
- Back to Nature Girls, regia di Jack Blystone (1919)
- Wings of the Morning, regia di J. Gordon Edwards (1919)
- Eastward Ho!, regia di Emmett J. Flynn (1919)
- Thieves, regia di Frank Beal (1919)
- The Feud, regia di Edward LeSaint (1919)
- Lost Money, regia di Edmund Lawrence (1919)
- A Schoolhouse Scandal, regia di Eddie Cline (1919)
- The Web of Chance, regia di Alfred E. Green (1919)
- The Roaming Bathtub, regia di Frank Griffin (1919)
- Tin Pan Alley, regia di Frank Beal (1919)
- The Lincoln Highwayman, regia di Emmett J. Flynn (1919)

## 1920
- Would You Forgive?, regia di Scott R. Dunlap (1920)
- What Would You Do?, regia di Edmund Lawrence, Denison Clift (1920)
- The Shark, regia di Dell Henderson (1920)
- Girls and Gunpowder – cortometraggio (1920)
- Flames of the Flesh, regia di Edward J. Le Saint (1920)
- Chicken à la Cabaret, regia di Victor Heerman – cortometraggio (1920)
- Hungry Lions and Tender Hearts, regia di Roy Del Ruth e Mal St. Clair – cortometraggio (1920)
- Heart Strings, regia di J. Gordon Edwards (1920)
- The Cyclone, regia di Clifford Smith (1920)
- Sheriff Nell's Comeback, regia di Edward F. Cline – cortometraggio (1920)
- The Last Straw, regia di Denison Clift e Charles Swickard (1920)
- Her Naughty Wink, regia di John G. Blystone - commedia (1920)
- Il più forte (The Strongest), regia di R.A. Walsh (Raoul Walsh) (1920)
- The Hell Ship, regia di Scott R. Dunlap (1920)
- The Adventurer, regia di J. Gordon Edwards (1920)
- Shod with Fire, regia di Emmett J. Flynn (1920)
- Her Elephant Man, regia di Scott R. Dunlap (1920)
- Faith, regia di Howard M. Mitchell (1920)
- The Heart Snatcher, regia di Roy Del Ruth – cortometraggio (1920)
- The Daredevil, regia di Francis J. Grandon (1920)
- Her Private Husband, regia di Frank Griffin – cortometraggio (1920)
- A Lightweight Lover, regia di Roy Del Ruth – cortometraggio (1920)
- The Devil's Riddle, regia di Frank Beal (1920)
- Black Shadows, regia di Howard M. Mitchell (1920)
- A Manhattan Knight, regia di George Beranger (1920)
- Training for Husbands, regia di Edward F. Cline – cortometraggio (1920)
- Desert Love, regia di Jacques Jaccard (1920)
- His Private Wife – cortometraggio (1920)
- The Great Nickel Robbery, regia di John G. Blystone – cortometraggio (1920)
- The Tattlers, regia di Howard M. Mitchell (1920)
- The Mother of His Children, regia di Edward J. Le Saint (1920)
- Molly and I, regia di Howard M. Mitchell (1920)
- Leave It to Me, regia di Emmett J. Flynn (1920)
- Kiss Me Quick, regia di Hampton Del Ruth – cortometraggio (1920)
- The Dead Line, regia di Dell Henderson (1920)
- Dangerous Eyes, regia di John G. Blystone – cortometraggio (1920)
- Forbidden Trails, regia di Scott R. Dunlap (1920)
- Should Dummies Wed?, regia di Roy Del Ruth (1920)
- The Terror, regia di Jacques Jaccard (1920)
- The Orphan, regia di J. Gordon Edwards (1920)
- White Lies, regia di Edward LeSaint
- Love's Harvest, regia di Howard M. Mitchell (1920)
- Monkey Business, regia di Edward F. Cline (1920)
- The Jazz Bandits, regia di Roy Del Ruth – cortometraggio (1920)
- Twins of Suffering Creek, regia di Scott R. Dunlap (1920)
- The Iron Heart, regia di Denison Clift, Paul Cazeneuve (1920)
- Tre dollari d'oro (3 Gold Coins), regia di Clifford Smith (1920)
- Through the Keyhole, regia di Roy Del Ruth (1920)
- Ten Nights Without a Barroom, regia di Edward F. Cline – cortometraggio (1920)
- Monkey Tales – cortometraggio (1920)
- The White Moll, regia di Harry F. Millarde (1920)
- The Spirit of Good, regia di Paul Cazeneuve (1920)
- The Joyous Troublemaker, regia di J. Gordon Edwards (1920)
- A Sister to Salome, regia di Edward J. Le Saint (1920)
- Slipping Feet, regia di John G. Blystone – cortometraggio (1920)
- Slippery Feet
- Square Shooter, regia di Paul Cazeneuve (1920)
- Un vagabondo alla corte di Francia (If I Were King), regia di J. Gordon Edwards (1920)
- Mary's Little Lobster, regia di Edward F. Cline – cortometraggio (1920)
- While New York Sleeps, regia di Charles J. Brabin (Charles Brabin) (1920)
- The Untamed, regia di Emmett J. Flynn (1920)
- The Man Who Dared, regia di Emmett J. Flynn (1920)
- The Little Wanderer, regia di Howard M. Mitchell (1920)
- Sink or Swim, regia di Richard Stanton (1920)
- Rose of Nome, regia di Edward J. Le Saint (1920)
- Her Honor the Mayor, regia di Paul Cazeneuve (1920)
- The Skywayman, regia di James P. Hogan (1920)
- Firebrand Trevison, regia di Thomas N. Heffron (1920)
- Bride 13, regia di Richard Stanton (1920)
- Merely Mary Ann, regia di Edward LeSaint (1920)
- Farmyard Follies
- Mamma (Over the Hill to the Poorhouse), regia di Harry F. Millarde (1920)
- The Husband Hunter, regia di Howard M. Mitchell (1920)
- Drag Harlan, regia di J. Gordon Edwards (1920)
- D'ora in poi (From Now On), regia di Raoul Walsh (1920)
- Chase Me
- Sunset Sprague, regia di Paul Cazeneuve e Thomas N. Heffron (1920)
- The Challenge of the Law, regia di Scott R. Dunlap (1920)
- An Elephant's Nightmare, regia di Vin Moore (1920)
- The Tiger's Cub, regia di Charles Giblyn (1920)
- Amici per la pelle (Just pals), regia di John Ford (1920)
- His Noisy Still, regia di Roy Del Ruth (1920)
- The Texan, regia di Lynn Reynolds (1920)
- The Little Grey Mouse, regia di James P. Hogan (1920)
- The Face at Your Window, regia di Richard Stanton (1920)
- Don't Tickle, regia di John G. Blystone (1920)
- Beware of the Bride, regia di Howard M. Mitchell (1920)
- The Plunger, regia di Dell Henderson (1920)
- The Huntsman, regia di John G. Blystone (1920)
- Hold Me Tight, regia di Slim Summerville (1920)
- The Iron Rider, regia di Scott R. Dunlap (come Scott Dunlap) (1920)
- Pretty Lady, regia di John G. Blystone (1920)
- She Loves Me, She Loves Me Not, regia di Al St. John (1920)
- The Girl of My Heart, regia di Leedham Bantock (1920)
- Flame of Youth, regia di Howard M. Mitchell (1920)
- Her Dog-Gone Wedding, regia di Harry Williams (1920)
- The Thief, regia di Charles Giblyn (1920)
- The Scuttlers, regia di J. Gordon Edwards (1920)
- Two Moons, regia di Edward J. Le Saint (1920)
- Fantomas, regia di Edward Sedgwick (1920)
- Blind Wives, regia di Charles Brabin (1920)
- Pals and Petticoats, regia di Melville W. Brown e Delmar Lord – cortometraggio (1920)
- Number 17, regia di George Beranger (1920)
- Prairie Trails, regia di George Marshall (1920)
- The Land of Jazz, regia di Jules Furthman (1920)

## 1921
- Partners of Fate, regia di Bernard J. Durning (1921)
- The Cheater Reformed, regia di Scott R. Dunlap (1921)
- The Slicker, regia di Al St. John – cortometraggio (1921)
- All Wrong, regia di J. Blystone (John G. Blystone) (1921)
- Why Trust Your Husband, regia di George Marshall (1921)
- The Baby, regia di Harry Williams (1921)
- The Mountain Woman, regia di Charles Giblyn (1921)
- Wing Toy, regia di Howard M. Mitchell (1921)
- La grande forza (The Big Punch), regia di John Ford (1921)
- His Unlucky Job – cortometraggio (1921)
- While the Devil Laughs, regia di George W. Hill (1921)
- Roaring Lions on Parade, regia di Harry Williams – cortometraggio (1921)
- Dynamite Allen, regia di Dell Henderson (1921)
- The Blushing Bride, regia di Jules Furthman (1921)
- The Road Demon, regia di Lynn Reynolds (1921)
- His Fiery Beat, regia di Del Lord – cortometraggio (1921)
- The Simp
- Oliver Twist, Jr., regia di Millard Webb (1921)
- Know Your Men, regia di Charles Giblyn (1921)
- Le avventure di un americano alla Corte di re Arturo (A Connecticut Yankee in King Arthur's Court), regia di Emmett J. Flynn (1921)
- Bare Knuckles, regia di James P. Hogan (1921)
- The One-Man Trail, regia di Bernard J. Durning  (1921)
- The Big Secret
- Hands Off!, regia di George E. Marshall (1921)
- The Queen of Sheba, regia di J. Gordon Edwards (1921)
- Il lampionaio (The Lamplighter), regia di Howard M. Mitchell (1921)
- The Janitors (1921)
- Skirts
- His Greatest Sacrifice, regia di J. Gordon Edwards (1921)
- Verse and Worse, regia di Ray Enright, George Gray – cortometraggio (1921)
- The Tomboy, regia di Carl Harbaugh (1921)
- Colorado Pluck, regia di Jules Furthman (1921)
- His Meal Ticket, regia di Edward F. Cline – cortometraggio (1921)
- Beyond Price, regia di J. Searle Dawley (1921)
- The Jockey
- The Night Before, regia di Malcolm St. Clair (1921)
- Get Your Man, regia di George W. Hill e William K. Howard (1921)
- Avvoltoi della foresta (A Ridin' Romeo), regia di George Marshall (1921)
- The Mother Heart, regia di Howard M. Mitchell (1921)
- The Guide
- Hearts of Youth, regia di Tom Miranda, Millard Webb (1921)
- The Hayseed, regia di Ferris Hartman – cortometraggio (1921)
- Big Town Ideas, regia di Carl Harbaugh (1921)
- Three Good Pals, regia di Nate Watt – cortometraggio (1921)
- Straight from the Shoulder, regia di Bernard Durning (1921)
- The Big Town Round-Up, regia di Lynn Reynolds (1921)
- Children of the Night, regia di John Francis Dillon (1921)
- Who's Who, regia di Ferris Hartman (1921)
- Maid of the West, regia di Philo McCullough, C.R. Wallace (1921)
- The Singer Midget's Scandal, regia di Edward F. Cline (1921)
- Live Wires, regia di Edward Sedgwick (1921)
- Lovetime
- Thunderclap, regia di Richard Stanton (1921)
- The Golfer, regia di Edward F. Cline e Albert Herman (1921)
- Shame, regia di Emmett J. Flynn (1921)
- A Virgin Paradise, regia di J. Searle Dawley (1921)
- After Your Own Heart, regia di George E. Marshall (1921)
- The Sailor, regia di John G. Blystone (1921)
- Play Square, regia di William K. Howard (1921)
- Perjury, regia di Harry Millarde (Harry F. Millarde) (1921)
- Ain't Love Grand?
- To a Finish, regia di Bernard J. Durning (1921)
- Singing River, regia di Charles Giblyn (1921)
- Little Miss Hawkshaw, regia di Carl Harbaugh (1921)
- The Devilish Romeo, regia di Frank Griffin – cortometraggio (1921)
- Hickville to Broadway, regia di Carl Harbaugh (1921)
- I nemici delle donne (Ever Since Eve), regia di Howard M. Mitchell (1921)
- The Toreador
- Small Town Stuff, regia di Al St. John (1921)
- Footfalls, regia di Charles Brabin
- What Love Will Do, regia di William K. Howard (1921)
- The Primal Law, regia di Bernard J. Durning (1921)
- Say It with Flowers
- The Book Agent (1921)
- The Night Horsemen, regia di Lynn Reynolds (1921)
- The Lady from Longacre, regia di George Marshall (1921)
- Fast and Furious, regia di Gilbert Pratt (1921)
- Bar Nothing
- The Singer Midgets' Side Show, regia di Edward F. Cline – cortometraggio (1921)
- Queenie, regia di Howard M. Mitchell (1921)
- One Moment, Please, regia di Slim Summerville (1921)
- Cinderella of the Hills, regia di Howard M. Mitchell (1921)
- The Rough Diamond, regia di Edward Sedgwick (1921)
- Bucking the Line, regia di Carl Harbaugh (1921)
- A Perfect Villain, regia di Erle C. Kenton – cortometraggio (1921)
- The Happy Pest, regia di Ferris Hartman – cortometraggio (1921)
- Town Terrors – cortometraggio (1921)
- Riding with Death, regia di Jacques Jaccard (1921)
- Desert Blossoms, regia di Arthur Rosson (1921)
- The Jolt, regia di George Marshall (1921)
- The Devil Within, regia di Bernard J. Durning (1921)
- Love and War, regia di Al Herman (1921)
- Jackie, regia di John Ford (come Jack Ford) (1921)
- The Last Trail, regia di Emmett J. Flynn (1921)
- Business Is Business, regia di Erle C. Kenton (1921)
- Whatever She Wants, regia di C.R. Wallace (1921)
- Trailin', regia di Lynn Reynolds (1921)
- The Chauffeur
- Fool Days, regia di Gilbert Pratt – cortometraggio (1921)
- The Wise Birds – cortometraggio (1921)
- Pardon Me, regia di Slim Summerville – cortometraggio (1921)
- The Roof Tree, regia di John Francis Dillon (1921)

## 1922
- Try and Get It, regia di Albert Herman (1922)
- Gleam O'Dawn, regia di John Francis Dillon (1922)
- Winning with Wits, regia di Howard M. Mitchell (1922)
- Sky High, regia di Lynn Reynolds (1922)
- I favori della signorinetta (Little Miss Smiles), regia di John Ford (1922)
- False Alarm, regia di Erle C. Kenton – cortometraggio (1922)
- Any Wife, regia di Herbert Brenon (1922)
- Hold the Line, regia di Slim Summerville (1922)
- Strength of the Pines, regia di Edgar Lewis (1922)
- Straight from the Farm, regia di Gilbert Pratt – cortometraggio (1922)
- Smiles Are Trumps, regia di George Marshall (1922)
- Please Be Careful, regia di Tom Buckingham – cortometraggio (1922)
- The Broadway Peacock, regia di Charles Brabin (1922)
- West Is West, regia di George Marshall (1922)
- Chasing the Moon, regia di Edward Sedgwick (1922)
- Pardon My Nerve!
- Extra! Extra!, regia di William K. Howard (1922)
- A Stage Romance, regia di Herbert Brenon (1922)
- Laughing Gas, regia di Erle C. Kenton (1922)
- Iron to Gold, regia di Bernard J. Durning (1922)
- The Ragged Heiress, regia di Harry Beaumont (1922)
- A Studio Rube, regia di Gil Pratt – cortometraggio (1922)
- Vesuvius Conquered, regia di Richard Muth – cortometraggio (1922)
- The Barnstormers, regia di Del Lord, Slim Summerville – cortometraggio (1922)
- The Broker (1922)
- Up and Going, regia di Lynn Reynolds (1922)
- Money to Burn, regia di Rowland V. Lee (1922)
- Elope If You Must, regia di C.R. Wallace (1922)
- A Pair of Aces – cortometraggio (1922)
- The Piper, regia di Erle C. Kenton
- Arabian Love, regia di Jerome Storm (1922)
- Without Fear
- Western Speed, regia di Scott R. Dunlap, C.R. Wallace, William Wallace (1922)
- His Wife's Son, regia di Edgar Kennedy (1922)
- Very Truly Yours, regia di Harry Beaumont (1922)
- Special Delivery, regia di Fatty Arbuckle (1922)
- Shackles of Gold, regia di Herbert Brenon (1922)
- Excuse Me, Sheriff!, regia di John McDermott – cortometraggio (1922)
- The Fighting Streak, regia di Arthur Rosson (1922)
- Ali d'argento (Silver Wings), regia di Edwin Carewe e John Ford (1922)
- The Yellow Stain, regia di John Francis Dillon (1922)
- The Men of Zanzibar, regia di Rowland V. Lee (1922)
- Nero, regia di J. Gordon Edwards (1922)
- Strange Idols, regia di Bernard J. Durning (1922)
- The Village Sheik, regia di  Al St. John – cortometraggio (1922)
- The Landlord, regia di Erle C. Kenton (1922)
- Roughshod, regia di B. Reeves Eason (1922)
- Lights of the Desert, regia di Harry Beaumont (1922)
- Safe in the Safe
- For Big Stakes, regia di Lynn Reynolds (1922)
- Quando donna vuole (A Fool There Was), regia di Emmett J. Flynn (1922)
- A Self-Made Man, regia di Rowland V. Lee (1922)
- Trooper O'Neill
- Oath-Bound, regia di Bernard J. Durning (1922)
- West of Chicago, regia di Scott R. Dunlap, C.R. Wallace (1922)
- The Reporter, regia di John G. Blystone – cortometraggio (1922)
- The New Teacher, regia di Joseph Franz (1922)
- The Fast Mail, regia di Bernard J. Durning (1922)
- Splitting Hairs
- Just Tony, regia di Lynn F. Reynolds
- The Eskimo, regia di Slim Summerville – cortometraggio (1922)
- Moonshine Valley, regia di Herbert Brenon (1922)
- Honor First, regia di Jerome Storm (1922)
- Puppy Love, regia di Tom Buckingham (1922)
- Monte Cristo, regia di Emmett J. Flynn (1922)
- All Wet, regia di Al St. John (1922)
- The Crusader, regia di Howard M. Mitchell (1922)
- The Tin Bronco, regia di John McDermott – cortometraggio (1922)
- The Yosemite Trail, regia di Bernard J. Durning
- Alligator Hunting and Farming
- Who Are My Parents?, regia di J. Searle Dawley (1922)
- My Friend the Devil, regia di Harry Millarde (1922)
- Il giogo (While Justice Waits), regia di Bernard J. Durning (1922)
- A California Romance, regia di Jerome Storm (1922)

## 1923
- The Face on the Bar-Room Floor, regia di John Ford (1923)
- The Custard Cup, regia di Herbert Brenon (1923)
- A Friendly Husband, regia di John G. Blystone (1923)
- Three Who Paid, regia di Colin Campbell (1923)
- Rides and Slides, regia di Herman C. Raymaker (1923)
- The Footlight Ranger, regia di Scott R. Dunlap (1923)
- The Five Fifteen, regia di Slim Summerville (1923)
- Young and Dumb, regia di Al St. John (1923)
- Brass Commandments, regia di Lynn Reynolds (1923)
- The Wise Cracker, regia di Erle C. Kenton (1923)
- The Artist, regia di Slim Summerville (1923)
- Romance Land, regia di Edward Sedgwick (1923)
- Truxton King, regia di Jerome Storm (1923)
- The Buster, regia di Colin Campbell (1923)
- Hello, Pardner!, regia di Herman C. Raymaker (1923)
- Clothes and Oil, regia di Erle C. Kenton (1923)
- If Winter Comes, regia di Harry F. Millarde (1923)
- The Salesman
- School Days in Japan (1923)
- Goodbye Girls, regia di Jerome Storm
- An Alaskan Honeymoon – documentario (1923)
- Algeria
- Wild Waters
- The Fourflusher, regia di Norman Taurog (1923)
- Sentinels of the Sea (1923)
- Crystal Jewels – cortometraggio (1923)
- A Goldfish Story – documentario (1923)
- Tre salti in avanti (Three Jumps Ahead), regia di Jack Ford (John Ford) (1923)
- The Mummy, regia di Norman Taurog (1923)
- Bucking the Barrier, regia di Colin Campbell (1923)
- Madness of Youth, regia di Jerome Storm (1923)
- The Three Gun-Man, regia di Erle C. Kenton (1923)
- Lovebound, regia di Henry Otto (1923)
- The Land of Tut-Ankh-Amen – documentario (1923)
- Snowdrift, regia di Scott R. Dunlap (1923)
- Where There's a Will, regia di John G. Blystone – cortometraggio (1923)
- The Author
- Boston Blackie, regia di Scott R. Dunlap (come Scott Dunlap) (1923)
- Stepping Fast, regia di Joseph Franz (1923)
- Roaring Lions on a Steamship, regia di Tom Buckingham – cortometraggio (1923)
- Circus Pals, regia di Lewis Seiler – cortometraggio (1923)
- Applesauce
- A Tropical Romeo, regia di Al St. John – cortometraggio (1923)
- Red Russia Revealed – documentario (1923)
- L'undecima ora (The Eleventh Hour), regia di Bernard J. Durning (1923)
- Skid-Proof
- The Silent Command, regia di J. Gordon Edwards (1923)
- The Rain Storm, regia di Tom Buckingham – cortometraggio (1923)
- The Cyclist
- Alias the Night Wind, regia di Joseph Franz (1923)
- The Tailor
- The Man Who Won, regia di William A. Wellman (1923)
- Soft Boiled
- Second Hand Love, regia di William A. Wellman (1923)
- Jungle Pals, regia di Lewis Seiler – cortometraggio (1923)
- Why Pay Rent?
- The Gunfighter, regia di Lynn F. Reynolds (Lynn Reynolds) (1923)
- Mysteries of Yucatan – documentario (1923)
- The Lone Star Ranger, regia di Lambert Hillyer (1923)
- The Explorers
- The Two Johns, regia di Tom Buckingham – cortometraggio (1923)
- Sunshine and Ice – documentario (1923)
- Unreal News Reel, regia di George Summerville – cortometraggio (1923)
- Hell's Hole, regia di Emmett J. Flynn (1923)
- Il conte di S. Elmo (St. Elmo), regia di Jerome Storm (1923)
- Ireland Today – documentario (1923)
- Full Speed Ahead, regia di Al St. John e Benjamin Stoloff (1923)
- Up in the Air, regia di Tom Buckingham (1923)
- Times Have Changed, regia di James Flood (1923)
- Does It Pay?
- Dance or Die, regia di Erle C. Kenton (1923)
- Toilers of the Equator (1923)
- The Grail, regia di Colin Campbell (1923)
- The Exiles, regia di Edmund Mortimer (1923)
- No Mother to Guide Her, regia di Charles Horan (1923)
- Big Dan, regia di William A. Wellman (1923)
- The Roaring Lion, regia di Erle C. Kenton – cortometraggio (1923)
- Ladro d'amore (Cameo Kirby), regia di John Ford (1923)
- The Monkey Farm, regia di Lew Seiler (Lewis Seiler) (1923)
- The Governor's Lady, regia di Harry F. Millarde (1923)
- Mile-a-Minute Romeo, regia di Lambert Hillyer (1923)
- Cloisters in the Clouds – documentario (1923)
- The Temple of Venus, regia di Henry Otto (1923)
- Somebody Lied, regia di Bryan Foy e Stephen Roberts (1923)
- Six Cylinder Love, regia di Elmer Clifton (1923)
- Universities of the World – documentario (1923)
- The Monkey Mix-Up, regia di Lewis Seiler – cortometraggio (1923)
- Rough Sailing
- Wet and Weary, regia di George Summerville – cortometraggio (1923)
- Slow and Sure
- A Nord di Hudson Bay, regia di John Ford (1923)
- When Odds Are Even, regia di James Flood (1923)
- The Shepherd King
- South Sea Love, regia di David Selman (1923)
- The Net
- The Income Tax Collector, regia di Erle C. Kenton
- Kentucky Days, regia di David Selman (come David Solomon) (1923)
- Arabia's Last Alarm, regia di Tom Buckingham – cortometraggio (1923)
- Johnny's Swordfish
- The Riding Master
- Cupid's Fireman, regia di William A. Wellman (1923)
- Paraocchi (Hoodman Blind), regia di John Ford (1923)
- The Canadian Alps – documentario (1923)
- Monks a la Mode, regia di Lewis Seiler (1923)
- Gentle Julia, regia di Rowland V. Lee (1923)
- Spring Fever, regia di Archie Mayo (1923)
- Eyes of the Forest, regia di Lambert Hillyer (1923)

## 1924
- The Blizzard, regia di Mauritz Miller (1924)
- Alice in Dreamland, regia di Arthur D. Hotaling (Arthur Hotaling) (1924)
- Highly Recommended, regia di Al St. John e Benjamin Stoloff (1924)
- School Pals, regia di Lewis Seiler (1923)
- The Orphan, regia di George Summerville (Slim Summerville) (1924)
- Just Off Broadway, regia di Edmund Mortimer (1924)
- The Shadow of the East, regia di George Archainbaud (124)
- Not a Drum Was Heard, regia di William A. Wellman (1924)
- Jazz Newsreel (1924)
- The Midnight Sun (1924)
- Ladies to Board, regia di Jack Blystone (John G. Blystone) (1924)
- The Weakling, regia di Noel M. Smith (1924)
- The Cow Boys
- Love Letters, regia di David Selman (come David Solomon) (1924)
- Be Yourself, regia di Al St. John e Benjamin Stoloff (1924)
- The Wolf Man, regia di Edmund Mortimer (1924)
- Etiquette (1924)
- Rivers of Song (1924)
- Unreal News Reel No. 2, regia di George Summerville (Slim Summerville) (1924)
- The Vagabond Trail, regia di William A. Wellman (1924)
- On the Job (1924)
- Feathered Fisherman (1924)
- A Man's Mate, regia di Edmund Mortimer (1924)
- The Jazz Weekly (1924)
- Arizona Express
- The Plunderer, regia di George Archainbaud (1924)
- A New England Farm (1924)
- He's My Pal, regia di Lewis Seiler (1924)
- Slippery Decks  (1924)
- Ten Minutes in Sardinia (1924)
- When Wise Ducks Meet, regia di Benjamin Stoloff (come Ben Stoloff) (1924)
- The Trouble Shooter, regia di Jack Conway (1924)
- The Circus Cowboy, regia di William A. Wellman (1924)
- Following the Hounds (1924)
- The Lone Chance, regia di Howard M. Mitchell (1924)
- Sad But True, regia di Slim Summerville (1924)
- Beaten Gold (1924)
- Unreal News Reel No. 3, regia di George Summerville (1924)
- The Magic Needle  (1924)
- His Bitter Half, regia di Ralph Ince (1924)
- Western Luck, regia di George André Beranger (1924)
- Children Wanted, regia di Henry Lehrman – cortometraggio (1924)
- Romance Ranch, regia di Howard M. Mitchell (1924)
- The Scenario School
- The Heart Buster
- Pain as You Enter
- Against All Odds, regia di Edmund Mortimer (1924)
- The Man Who Came Back, regia di Emmett J. Flynn (1924)
- The Fur Trapper
- That French Lady, regia di Edmund Mortimer (1924)
- Sweet Papa
- The Monkey Romeo
- The Last of the Duanes, regia di Lynn Reynolds (1924)
- The Fight, regia di George Marshall (1924)
- The Desert Outlaw, regia di Edmund Mortimer (1924)
- Stretching the Truth, regia di Ben Stoloff (1924)
- Il cavallo d'acciaio (The Iron Horse), regia di John Ford (1924)
- The Pinhead
- It Is the Law
- Dancing Girls in India – documentario (1924)
- Unreal News Reel No. 4
- L'Inferno (Dante's Inferno), regia di Henry Otto (1924)
- Honor Among Men
- The Hunt, regia di George Marshall (1924)
- The Cyclone Rider
- Jerusalem Today
- In-Bad the Sailor
- Blows and Dynamite
- The Diving Fool
- Oh, You Tony!
- The Painted Lady, regia di Chester Bennett (1924)
- Rambles of a Raindrop
- A Deep Sea Panic
- The Race, regia di George Marshall (1924)
- Westward, Whoa!
- The Electric Elopement, regia di Albert Ray – cortometraggio (1924)
- Cuori di quercia (Hearts of Oak), regia di John Ford (1924)
- Great Diamond Mystery
- Winner Take All, regia di W. S. Van Dyke (1924)
- The Warrens of Virginia, regia di Elmer Clifton (1924)
- The Age of Oil
- The Radio Riot
- Gerald Cranston's Lady, regia di Emmett J. Flynn (1924)
- The Bull Fight
- Her Ball and Chain
- Darwin Was Right
- Roaring Lions at Work
- The Last Man on Earth, regia di J.G. Blystone (1924)
- Teeth
- Stolen Sweeties
- Paul Jones, Jr.
- Nip o' Scotch
- Finger Lakes
- Daughters of the Night
- The Masked Marvel
- The Brass Bowl, regia di Jerome Storm (1924)
- My Husband's Wives
- The Nickel-Plated West
- The Man Who Played Square
- Salt of the Earth (1924)
- Roaring Lions at Home
- Troubles of a Bride
- The Roughneck, regia di Jack Conway (1924)
- Gold Heels
- Flames of Desire
- A Movie Mad Maid
- You Can't Get Away with It, regia di Rowland V. Lee (1924)
- Uncommon Clay
- The Deadwood Coach
- The Burglar, regia di George Marshall (1924)
- The Milk Bandit
- The Last Word in Chicken
- Folly of Vanity, regia di Maurice Elvey e Henry Otto  (1924)
- Star Dust Trail
- In Love with Love
- Dangerous Curves, regia di William Campbell – cortometraggio (1924)
- Curlytop, regia di Maurice Elvey (1924)

## 1925
- King of the Turf, regia di Elizabeth Pickett (1925)
- The Sleep Walker, regia di Lewis Seiler (1925)
- Un'ora di follia (The Dancers), regia di Emmett J. Flynn (1925)
- The Arizona Romeo, regia di Edmund Mortimer (1925)
- Ports of Call, regia di Denison Clift (1925)
- Hell Roaring Range (1925)
- Up on the Farm, regia di Lewis Seiler (1925)
- Grief in Bagdad, regia di Benjamin Stoloff (1925)
- The Guest of Honor, regia di Robert P. Kerr (1925)
- Corsica, the Beautiful (1925)
- The Champion of Lost Causes, regia di Chester Bennett (1925)
- Nobody Works But Father, regia di Albert Herman (1925)
- Dick Turpin, regia di John G. Blystone (1925)
- The Violin Speaks (1925)
- Blue Blood, regia di Scott R. Dunlap (1925)
- The Mysterious Stranger, regia di Roy Del Ruth (1925)
- So This Is Art, regia di Clyde Carruth (1925)
- L'uomo senza patria (The Man Without a Country), regia di Rowland V. Lee (1925)
- Tons of Trouble
- My Lady's Perfume
- A Spanish Romeo
- The Trail Rider
- Head Over Heels
- Lion Love
- Land of the Navajo (1925)
- The Butterfly Man, regia di Lewis Seiler (1925)
- The Perfect View (1925)
- The House of Flickers, regia di Benjamin Stoloff (1925)
- Riders of the Purple Sage, regia di Lynn Reynolds (1925)
- The Scarlet Honeymoon, regia di Alan Hale (1925)
- The Hunted Woman, regia di Jack Conway (1925)
- The Amateur Detective, regia di Robert P. Kerr (1925)
- Stop, Look and Whistle (1925)
- Marriage in Transit, regia di Roy William Neill (1925)
- Help Yourself!
- Da Marte a Monaco
- Neptune's Stepdaughter
- Gold and the Girl
- Where the Waters Divide
- The Fool, regia di Harry F. Millarde (1925)
- Say It with Flour
- The Brainless Horseman
- Le tre moschettiere (Wings of Youth), regia di Emmett J. Flynn (1925)
- She Wolves
- Papa's Darling
- Concerning Cheese
- When Dumbells Ring
- Steam Heated Islands
- A High Jinx
- The Scientific Husband
- The Rainbow Trail, regia di Lynn Reynolds (1925)
- Scandal Proof
- The Kiss Barrier
- Honeymoon, Ltd.
- Dumb and Daffy
- Hearts and Spurs
- Every Man's Wife
- Greater Than a Crown, regia di Roy William Neill (1925)
- The Big Game Hunter
- The West Wind
- On the Go
- La nipote parigina (Lightnin'), regia di John Ford (1925)
- A Business Engagement
- Sweet Marie
- Shoes
- L'orgoglio del Kentucky (Kentucky Pride), regia di John Ford (1925)
- In a China Shop (1925)
- Timber Wolf, regia di W. S. Van Dyke (1925)
- The Wheel, regia di Victor Schertzinger (1925)
- The Sky Jumper, regia di George Marshall (1925)
- My Own Carolina (1925)
- Love and Lions (1925)
- Havoc, regia di Rowland V. Lee (1925)
- With Pencil, Brush and Chisel (1925)
- A Cloudy Romance
- Grazie! (Thank You), regia di John Ford (1925)
- Thunder Mountain, regia di Victor Schertzinger (1925)
- All Abroad
- Transients in Arcadia, regia di Daniel Keefe (1925)
- The Heart Breaker, regia di Ben Stoloff (Benjamin Stoloff) (1925)
- Cuore di combattente (The Fighting Heart), regia di John Ford (1925)
- Cuba Steps Out
- The Winding Stair, regia di John Griffith Wray (1925)
- The Wrestler
- The Sky Tribe
- Strong for Love
- Durand of the Bad Lands, regia di Lynn Reynolds (1925)
- Lazybones, regia di Frank Borzage (1925)
- White Paper
- East Side, West Side
- The Peacemakers, regia di Albert Ray (1925)
- La più grande fiamma (East Lynne), regia di Emmett J. Flynn (1925)
- The River Nile (1925)
- The Best Bad Man, regia di J.G. Blystone (John G. Blystone) (1925)
- Failure, regia di Daniel Keefe (1925)
- Control Yourself, regia di Robert P. Kerr (1925)
- L'ospite senza nome (When the Door Opened), regia di Reginald Barker (1925)
- Wages for Wives, regia di Frank Borzage (1925)
- Toiling for Rest (1925)
- Iron Trail Around the World (1925)
- La frontiera del sole (The Golden Strain), regia di Victor Schertzinger (1925)

## 1926
- The Gilded Butterfly, regia di John Griffith Wray (1926)
- His Own Lawyer, regia di Tom Buckingham (1926)
- Cupid à la Carte, regia di Daniel Keefe – cortometraggio (1926)
- The Yankee Señor, regia di Emmett J. Flynn (1926)
- The Whirlpool of Europe – documentario (1926)
- The Palace of Pleasure, regia di Emmett J. Flynn (1926)
- The Fighting Tailor, regia di Ben Stoloff (1926)
- The Outsider, regia di Rowland V. Lee (1926)
- The First Year, regia di Frank Borzage (1926)
- Old Virginia – documentario (1926)
- A Flaming Affair, regia di Lex Neal (1926)
- The Feud, regia di Robert P. Kerr (1926)
- The Cowboy and the Countess, regia di Roy William Neill (1926)
- Bolidi in corsa (The Road to Glory)
- Egypt Today – documentario (1926)
- A Bankrupt Honeymoon, regia di Lewis Seiler (1926)
- A Woman of Letters, regia di Albert Ray – cortometraggio (1926)
- Sawdust and Spangles – documentario (1926)
- Officer of the Day, regia di Andrew Bennison, Max Gold – cortometraggio (1926)
- Elsie in New York, regia di Daniel Keefe – cortometraggio (1926)
- The Johnstown Flood, regia di Irving Cummings (1926)
- My Own Pal, regia di John G. Blystone (1926)
- The Dixie Merchant, regia di Frank Borzage (1926)
- Pawnshop Politics, regia di Ben Stoloff – cortometraggio (1926)
- Drops from Heaven – documentario (1926)
- The Reporter, regia di Lewis Seiler (1926)
- Hell's Four Hundred, regia di John Griffith Wray (1926)
- Yellow Fingers, regia di Emmett J. Flynn (1926)
- Two Lips in Holland, regia di Lloyd Bacon – cortometraggio (1926)
- Off Shore Trails – documentario (1926)
- Siberia, regia di Victor Schertzinger (1926)
- Moving Day, regia di Albert Ray (1926)
- The Mountain of the Law – documentario (1926)
- The Fighting Buckaroo
- From a Cabby's Seat, regia di George Marshall – cortometraggio (1926)
- A Polar Baron, regia di Lex Neal – cortometraggio (1926)
- Sandy, regia di Harry Beaumont (1926)
- Rustling for Cupid, regia di Irving Cummings (1926)
- Tony Runs Wild, regia di Tom Buckingham (1926)
- Eight-Cylinder Bull, regia di Alfred Davis, Max Gold e Jack Leys – cortometraggio (1926)
- Canary Islands – documentario (1926)
- The Mad Racer, regia di Benjamin Stoloff – cortometraggio (1926)
- Early to Wed, regia di Frank Borzage (1926)
- La corsa a ostacoli di Shamrock (The Shamrock Handicap), regia di John Ford (1926)
- Sweden Today – documentario (1926)
- Matrimony Blues, regia di Ben Stoloff – cortometraggio (1926)
- Too Many Relations, regia di Albert Ray – cortometraggio (1926)
- A Man Four-Square, regia di Roy William Neill (1926)
- Wild America – documentario (1926)
- A Social Triangle, regia di Orville O. Dull (come Bunny Dull) – cortometraggio (1926)
- Belgium Today – documentario (1926)
- Black Paradise, regia di Roy William Neill (1926)
- Rah! Rah! Heidelberg!, regia di Lewis Seiler – cortometraggio (1926)
- A Trip to Chinatown, regia di Robert P. Kerr (1926)
- Poland, a Nation Reborn – documentario (1926)
- A1 Society, regia di James Garvin, Benjamin Stoloff – cortometraggio (1926
- The Family Picnic
- The Gentle Cyclone, regia di W. S. Van Dyke (1926)
- Dancing Around the World
- A Lickpenny Lover, regia di Orville O. Dull (come Bunny Dull) – cortometraggio (1926)
- The Silver Treasure, regia di Rowland V. Lee (1926)
- More Pay - Less Work, regia di Albert Ray (1926)
- In Sunny Spain – documentario
- Putting on the Dog
- The Lumber Jacks
- La collana di Penelope (Honesty - The Best Policy), regia di Chester Bennett e Albert Ray (1926)
- It's a Pipe, regia di Benjamin Stoloff – cortometraggio (1926)
- Le disgrazie di Adamo  (Fig Leaves), regia di Howard Hawks (1926)
- Down to Damascus (1926)
- I tre furfanti (3 Bad Men), regia di John Ford (1926)
- The Swimming Instructor, regia di Albert Austin (1926)
- The Family Upstairs, regia di John G. Blystone (1926)
- No Man's Gold, regia di Lew Seiler (1926)
- Jerry the Giant, regia di Mark Sandrich – cortometraggio (1926)
- The Flying Horseman, regia di Orville O. Dull (1926)
- The Steeplechaser
- The Complete Life, regia di Robert P. Kerr – cortometraggio (1926)
- Per suo figlio (Marriage License?), regia di Frank Borzage (1926)
- Around the World in Ten Minutes
- L'aquila azzurra (The Blue Eagle), regia di John Ford (1926)
- Easy Payments, regia di Tom Buckingham (1926)
- Womanpower
- The Non-Stop Bride, regia di Jess Robbins – cortometraggio (1926)
- Rocky Mountain Gold – documentario (1926)
- The Lyin' Tamer, regia di Alfred Davis, Max Gold – cortometraggio (1926)
- Il giglio (The Lily), regia di Victor Schertzinger (1926)
- Dizzy Dancers, regia di Jules White – cortometraggio (1926)
- Austrian Alps
- The Midnight Kiss, regia di Irving Cummings (1926)
- King Bozo, regia di Robert P. Kerr – cortometraggio (1926)
- The Country Beyond, regia di Irving Cummings (1926)
- Maryland, My Maryland – documentario (1926)
- Honeymoon Hospital, regia di Eugene Forde e Zion Myers (1926)
- Marry Month of May, regia di Tom Buckingham – cortometraggio (1926)
- Whispering Wires, regia di Albert Ray (1926)
- Not to Be Trusted, regia di Tom Buckingham – cortometraggio (1926)
- The Great Lakes – documentario (1926)
- King of the Kitchen, regia di Albert Austin – cortometraggio (1926)
- 30 Below Zeroregia di Robert P. Kerr e, non accreditato, Lambert Hillyer (1926)
- The Return of Peter Grimm, regia di Victor Schertzinger (1926)
- Nei gorghi di New York (The City), regia di Roy William Neill (1926)
- Napoleon, Jr., regia di Mark Sandrich – cortometraggio (1926)
- Light Wines and Bearded Ladies
- A Spanish Holiday – documentario (1926)
- Pawn Ticket 210, regia di Scott R. Dunlap (1926)
- The Tennis Wizard, regia di Orville O. Dull – cortometraggio (1926)
- Gloria (What Price Glory?), regia di Raoul Walsh (1926)
- Wings of the Storm, regia di J.G. Blystone (1926)
- Travels in Toyland – documentario (1926)
- Madame Dynamite, regia di Eugene Forde (come Gene Ford), Zion Myers (1926)
- Babes in the Jungle, regia di Jess Robbins – cortometraggio (1926)
- The Canyon of Light, regia di Benjamin Stoloff (1926)
- The Battling Kangaroo, regia di Jules White (1926)
- Overnight from Paris – documentario (1926)
- Golf Widows
- Going Crooked, regia di George Melford (1926)
- Summer Bachelors, regia di Allan Dwan (1926)
- Bertha, the Sewing Machine Girl, regia di Irving Cummings (1926)
- Back to Mother, regia di Harry Sweet – cortometraggio (1926)
- Desert Valley, regia di Scott R. Dunlap (1926)
- Cliff Dwellers of America – documentario (1926)
- Big Business, regia di Mark Sandrich – cortometraggio (1926)

## 1927
- Arthur Conan Doyle (1927)
- The Motor Boat Demon, regia di Jess Robbins (1927)
- One Increasing Purpose, regia di Harry Beaumont (1927)
- The Bathing Suitor, regia di Eugene Forde, Zion Myers (1927)
- Stage Madness, regia di Victor Schertzinger (1927)
- My Lady's Stockings (1927)
- The Auctioneer, regia di Alfred E. Green (1927)
- The Music Master, regia di Allan Dwan (1927)
- The Last Trail, regia di Lewis Seiler (1927)
- Hello Lafayette, regia di Alfred Davis, Max Gold (1927)
- Constantinople (1927)
- Controcorrente (Upstream), regia di John Ford (1927)
- An Old Flame, regia di Harry Sweet (1927)
- The War Horse, regia di Lambert Hillyer (1927)
- The Sky Sentinel (1927)
- Society Architect, regia di Robert P. Kerr (1927)
- Slippery Silks
- Roses and Romance, regia di Jess Robbins (1927)
- Marriage, regia di Roy William Neill (1927)
- La scimmia che parla (The Monkey Talks), regia di Raoul Walsh (1927)
- Portugal Today (1927)
- Le caviglie di Eva (Ankles Preferred), regia di John G. Blystone (1927)
- Love Makes 'Em Wild, regia di Albert Ray (1927)
- The Broncho Twister, regia di Orville O. Dull (1927)
- Whispering Sage, regia di Scott R. Dunlap (1927)
- Birthday Greetings, regia di Gene Forde, Zion Myers (1927)
- Girls, regia di Eugene Forde (1927)
- Car Shy, regia di Orville O. Dull (1927)
- Below the Equator – documentario (1927)
- A Dog's Pal, regia di Zion Myers – cortometraggio (1927)
- Around Old Heidelberg (1927)
- Not the Type, regia di Jess Robbins – cortometraggio (1927)
- The Last Word, regia di Tom Buckingham (1927)
- Nature's Wonderland (1927)
- Just a Husband, regia di Harry Sweet (1927)
- Hills of Peril, regia di Lambert Hillyer (1927)
- Settimo cielo (Seventh Heaven), regia di Frank Borzage (1927)
- Outlaws of Red River, regia di Lewis Seiler (1927)
- Il cuore di Salomè (The Heart of Salome), regia di Victor Schertzinger (1927)
- A Spanish Omelet, regia di Ray Flynn (1927)
- The Kangaroo Detective, regia di Jules White (1927)
- Reflections (1927)
- Is Zat So?
- A Man About Town, regia di Eugene J. Forde – cortometraggio (1927)
- Rich But Honest, regia di Albert Ray (1927)
- They're Coming to Get Me – cortometraggio (1927)
- Amanti per burla (The Cradle Snatchers), regia di Howard Hawks (1927)
- Wine, Women and Sauerkraut, regia di Jess Robbins – cortometraggio (1927)
- Monarchs of the Soil (1927)
- Slaves of Beauty, regia di J.G. Blystone (John G. Blystone) (1927)
- Rumors for Rent, regia di Harry Sweet – cortometraggio (1927)
- A Midsummer Night's Steam, regia di Mark Sandrich – cortometraggio (1927)
- Venders of the World – cortometraggio (1927)
- Roamin' Gladiator, regia di Jules White – cortometraggio (1927)
- Good As Gold, regia di Scott R. Dunlap (1927)
- Secret Studio, regia di Victor Schertzinger (1927)
- Cupid and the Clock, regia di Eugene Forde – cortometraggio (1927)
- A Hot Potato, regia di Jess Robbins – cortometraggio (1927)
- The Circus Ace, regia di Benjamin Stoloff (1927)
- Road to the Yukon (1927)
- Gentlemen Prefer Scotch, regia di George Marshall – cortometraggio (1927)
- Her Silent Wow, regia di Jess Robbins – cortometraggio (1927)
- Colleen, regia di Frank O'Connor (1927)
- Snow Rambles – cortometraggio (1927)
- A Wolf in Cheap Clothing
- Singed, regia di John Griffith Wray (1927)
- Suite Homes, regia di Zion Myers – cortometraggio (1927)
- Married Alive, regia di Emmett J. Flynn (1927)
- Passione di principe (Paid to Love), regia di Howard Hawks (1927)
- Why Blondes Leave Home, regia di Gus Meins (1927)
- The Glory That Was Greece – cortometraggio (1927)
- Mum's the Word, regia di Eugene Forde – cortometraggio (1927)
- Exploring Norway – cortometraggio (1927)
- Chain Lightning, regia di Lambert Hillyer (1927)
- Tumbling River, regia di Lewis Seiler
- The Salmon Run – cortometraggio (1927)
- The Kangaroo's Kimono, regia di Zion Myers – cortometraggio (1927)
- The Joy Girl, regia di Allan Dwan (1927)
- Gli amori di Carmen (The Loves of Carmen), regia di Raoul Walsh (1927)
- Sky Frontiers – cortometraggio (1927)
- Two Girls Wanted, regia di Alfred E. Green (1927)
- Twenty Legs Under the Sea
- Under Colorado Skies – cortometraggio (1927)
- Aurora (Sunrise: A Song of Two Humans), regia di Friedrich Wilhelm Murnau (1927)
- The Gay Retreat, regia di Benjamin Stoloff
- Black Jack, regia di Orville O. Dull (1927)
- A Fool and His Honey, regia di Orville O. Dull (1927)
- Silver Valley, regia di Benjamin Stoloff (1927)
- Argentina the Rich – cortometraggio (1927)
- Her Blue, Black Eyes, regia di Gene Ford (1927)
- East Side, West Side, regia di Allan Dwan (1927)
- Publicity Madness, regia di Albert Ray (1927)
- Northern Alaska Today – cortometraggio (1927)
- Giovinezza scapigliata (High School Hero), regia di David Butler (1927)
- Un accidente di ragazza (Pajamas), regia di J.G. Blystone (1927)
- Captain Kidd's Kittens, regia di Clyde Carruth – cortometraggio (1927)
- The Romantic Alhambra – cortometraggio (1927)
- Very Confidential, regia di James Tinling (1927)
- Four Faces West, regia di Orville O. Dull (1927)
- The Moose Country – cortometraggio (1927)
- L'assalto alla fattoria (Blood Will Tell), regia di Ray Flynn (1927)
- The Arizona Wildcat, regia di R. William Neill (Roy William Neill) (1927)
- Ladies Must Dress, regia di Victor Heerman (1927)
- A Silly Sailor, regia di Wallace MacDonald – cortometraggio (1927)
- Wolf Fangs, regia di Lewis Seiler (1927)
- Il profumo che uccide (The Wizard), regia di Richard Rosson (1927)
- Lights and Shadows of Sicily – cortometraggio (1927)
- Wild Puppies, regia di Clyde Carruth – cortometraggio (1927)
- Solitudes
- Silk Legs, regia di Arthur Rosson (1927)
- A Low Necker, regia di Wallace MacDonald – cortometraggio (1927)
- Come to My House, regia di Alfred E. Green (1927)
- Art Treasures of the Vatican – cortometraggio (1927)

## 1928
- The Gateway of the Moon, regia di John Griffith Wray (1928)
- Mystery Mansion, regia di Harry Delf (1928)
- Hot House Hazel, regia di Orville O. Dull (1928)
- Four A.M., regia di William M. Conselman (1928)
- Ben Bernie and His Orchestra
- Woman Wise, regia di Albert Ray (1928)
- The Branded Sombrero, regia di Lambert Hillyer (1928)
- Arkansas Traveler – cortometraggio (1928)
- Ancore d'oro (Sharp Shooters), regia di John G. Blystone (1928)
- Hold Your Hat
- Daredevil's Reward, regia di Eugene Forde (1928)
- La canzone della mamma (Mother Machree), regia di John Ford (1928)
- Head Hunters of Ecuador – documentario (1928)
- The Kiss Doctor, regia di Orville O. Dull – cortometraggio (1928)
- Soft Living, regia di James Tinling (1928)
- Jungles of the Amazon – cortometraggio (1928)
- L'ultima gioia (Four Sons), regia di John Ford (1928)
- Schubert's Serenade – cortometraggio (1928)
- Ship Ahoy – cortometraggio (1928)
- Love Is Blonde, regia di Zion Myers – cortometraggio (1928)
- Capitan Barbablù (A Girl in Every Port), regia di Howard Hawks (1928)
- The Vintage – cortometraggio (1928)
- Square Crooks, regia di Lewis Seiler (1928)
- Too Many Cookies, regia di Orville O. Dull – cortometraggio (1928)
- A Horseman of the Plains, regia di Benjamin Stoloff (1928)
- The Treasurer's Report, regia di, non accreditato, Thomas Chalmers – cortometraggio (1928)
- The Desert Blooms – cortometraggio (1928)
- Il signore della notte (Dressed to Kill), regia di Irving Cummings (1928)
- Marinai senza bussola (Why Sailors Go Wrong), regia di Henry Lehrman (1928)
- A Lady Lion, regia di Mark Sandrich – cortometraggio (1928)
- On a South Sea Shore – cortometraggio (1928)
- In a Music Shoppe, regia di James A. FitzPatrick – cortometraggio (1928)
- Old Wives Who Knew, regia di Billy West (1928)
- Love Hungry, regia di Victor Heerman (1928)
- L'angelo della strada (Street Angel), regia di Frank Borzage (1928)
- America's Little Lamb – cortometraggio (1928)
- The Play Girl, regia di Arthur Rosson (1928)
- T. Bone for Two, regia di Orville O. Dull (1928)
- The Escape, regia di Richard Rosson (1928)
- Spanish Influence – cortometraggio (1928)
- Honor Bound, regia di Alfred E. Green (1928)
- Hello Cheyenne, regia di Eugene Forde (1928)
- La casa del boia (Hangman's House), regia di John Ford (1928)
- Follow the Leader, regia di Clyde Carruth (1928)
- Thief in the Dark, regia di Albert Ray (1928)
- Il marito provvisorio (Don't Marry), regia di James Tinling (1928)
- News Parade, regia di David Butler (1928)
- Jack and Jilted, regia di Billy West – cortometraggio (1928)
- Oasi dell'amore (Fazil), regia di Howard Hawks (1928)
- Wild West Romance, regia di R.L. Hough (1928)
- No Other Woman, regia di Lou Tellegen (1928)
- A Knight of Daze, regia di Billy West – cortometraggio (1928)
- The Family Picnic
- Fleetwing, regia di Lambert Hillyer (1928)
- A Cow's Husband, regia di Mark Sandrich – cortometraggio (1928)
- La danzatrice rossa (The Red Dance), regia di Raoul Walsh (1928)
- Shaw Talks for Movietone News, regia di, non accreditati, Jack Connolly e George Bernard Shaw – cortometraggio (1928)
- Tom Mix alla riscossa (Painted Post), regia di Eugene Forde (1928)
- Daisies Won't Yell – cortometraggio (1928)
- The Cowboy Kid
- His Favorite Wife, regia di Orville O. Dull – cortometraggio (1928)
- The Sex Life of the Polyp, regia di, non accreditato, Thomas Chalmers – cortometraggio (1928)
- Road House, regia di Richard Rosson (1928)
- The Elephant's Elbows
- La tua pelle o la mia (None But the Brave), regia di Albert Ray (1928)
- Bear Knees
- Girl-Shy Cowboy, regia di R.L. Hough (1928)
- Her Mother's Back, regia di Eugene Forde (1928)
- The River Pirate, regia di William K. Howard (1928)
- The White Faced Fool, regia di Thomas Chalmers – cortometraggio (1928)
- The Actor's Advice to His Son, regia di Thomas Chalmers – cortometraggio (1928)
- Win That Girl, regia di David Butler (1928)
- Solo un po' d'amore  (Mother Knows Best), regia di John G. Blystone (1928)
- Plastered in Paris, regia di Benjamin Stoloff (1928)
- La via delle stelle (The Air Circus), regia di Howard Hawks e Lewis Seiler (1928)
- I quattro diavoli (4 Devils), regia di Friedrich Wilhelm Murnau (1928)
- Cocktail Martini (Dry Martini), regia di Harry d'Abbadie d'Arrast (1928)
- The Farmer's Daughter, regia di Arthur Rosson (1928)
- Mondo senza luce (Me, Gangster), regia di Raoul Walsh (1928)
- Romance of the Underworld, regia di Irving Cummings (1928)
- Taking a Chance, regia di Norman Z. McLeod (1928)
- Cadetti allegri (Prep and Pep), regia di David Butler (1928)
- Il barbiere di Napoleone (Napoleon's Barber), regia di John Ford (1928)
- Riley the Cop regia di, non accreditato, John Ford  (1928)
- Blindfold
- The Spellbinder
- L'eroe del velocipede (Homesick), regia di Henry Lehrman (1929)
- Forget Me Not
- Il fiume
- Red Wine
- Notte di tradimento (In Old Arizona), regia di Raoul Walsh
- The Bath Between, regia di Ben Stoloff (1928)
- The Ladies' Man, regia di Harry Delf – cortometraggio (1928)
- Mind Your Business

## 1929
- Winnie Lightner – cortometraggio (1929)
- Will Mahoney – cortometraggio (1929)
- Vatican Choir – cortometraggio (1929)
- The Star Witness – cortometraggio (1929)
- Sir Arthur Conan Doyle – cortometraggio (1929)
- Richard Bonelli – cortometraggio (1929)
- Pat Rooney, Marion Bent, and Pat Rooney III – cortometraggio 1929)
- Nertz, regia di David Butler – cortometraggio 1929)
- Native American Life – documentario (1929)
- Miller and Farrell – cortometraggio (1929)
- Lindbergh's Take-off and Reception in Washington – cortometraggio (1929)
- Gertrude Lawrence – cortometraggio (1929)
- George Bernard Shaw – cortometraggio (1929)
- Benito Mussolini – cortometraggio (1929)
- Beatrice Lillie – cortometraggio (1929)
- At the Ball Game – cortometraggio (1929)
- Anatole Friedland and His Ritz Revue – cortometraggio (1929)
- American Legion Parade – cortometraggio (1929)
- The Diplomats, regia di Norman Taurog – cortometraggio (1929)
- Raquel Meller – cortometraggio (1929)
- Avventura d'alto bordo (Captain Lash), regia di John G. Blystone (1929)
- Il bacio di Giuda (True Heaven), regia di James Tinling (1929)
- Early Mourning
- Fugitives, regia di William Beaudine (1929)
- Furnace Trouble, regia di James Parrott – cortometraggio (1929)
- Kentucky Jubilee Singers – cortometraggio (1929)
- In Holland, regia di Norman Taurog – cortometraggio (1929)
- Sin Sister, regia di Charles Klein (1929)
- Lesson No. 1, regia di James Parrott – cortometraggio (1929)
- Making the Grade, regia di Alfred E. Green (1929)
- Happy Birthday, regia di James Parrott (1929)
- Friendship, regia di Eugene Walter (1929)
- The Ghost Talks, regia di Lewis Seiler (1929)
- La notte di san Silvestro (New Year's Eve), regia di Henry Lehrman (1929)
- Sound Your 'A'
- Belle of Samoa, regia di Marcel Silver (1929)
- Old Tunes for New – cortometraggio (1929)
- Forzuto (Strong Boy), regia di John Ford (1929)
- Beneath the Law, regia di Harry Sweet – cortometraggio (1929)
- Rivincita (Speakeasy), regia Benjamin Stoloff (1929)
- Hearts in Dixie, regia di Paul Sloane (1929)
- Blue Skies, regia di Alfred L. Werker (1929)
- Not Quite Decent, regia di Irving Cummings (1929)
- Lo scorpione (Girls Gone Wild), regia di Lewis Seiler (1929)
- Stewed, Fried and Boiled, regia di James Parrott – cortometraggio (1929)
- L'affare Manderson (Trent's Last Case), regia di Howard Hawks (1929)
- The Medicine Men, regia di Norman Taurog (1929)
- Music Fiends, regia di Harry Sweet – cortometraggio (1929)
- I volti della verità (Thru Different Eyes), regia di John G. Blystone (1929)
- The Veiled Woman, regia di Emmett J. Flynn (1929)
- Joy Street, regia di Raymond Cannon (1929)
- The Woman from Hell, regia di A.F. Erickson (1929)
- Il richiamo della terra (The Far Call), regia di Allan Dwan (1929)
- A Night on the Range – cortometraggio (1929)
- The Knife – cortometraggio (1929)
- Potenza occulta (Protection), regia di Benjamin Stoloff (1929)
- Knights Out, regia di Norman Taurog – cortometraggio (1929)
- La guardia nera (The Black Watch), regia di John Ford (1929)
- The Valiant, regia di William K. Howard (1929)
- Waltzing Around
- L'impronta rossa (Masked Emotions), regia di David Butler, Kenneth Hawks (1929)
- Follie del giorno (Fox Movietone Follies of 1929), regia di David Butler (1929)
- Fox Grandeur News - news (1929)
- Hired and Fired, regia di Norman Taurog (1929)
- Il velo dell'Islam (The One Woman Idea), regia di Berthold Viertel (1929)
- Ruby Keeler – cortometraggio (1929)
- La principessina capricciosa (The Exalted Flapper), regia di James Tinling (1929)
- All Steamed Up, regia di Norman Taurog (1929)
- Behind That Curtain
- Pleasure Crazed
- Fox Movietone Newsreel
- Ombre nere (Black Magic), regia di George B. Seitz (1929)
- Masquerade, regia di Russell Birdwell (1929)
- La stella della fortuna (Lucky Star), regia di Frank Borzage (1929)
- Detectives Wanted
- I due rivali (The Cock-Eyed World), regia di Raoul Walsh (1929)
- Chasing Through Europe, regia di David Butler, Alfred L. Werker (1929)
- Words and Music, regia di James Tinling (1929)
- Why Leave Home?, regia di Raymond Cannon (1929)
- Saluto militare (Salute), regia di David Butler e John Ford (1929)
- Il ritorno (Big Time), regia di Kenneth Hawks (1929)
- Giorni felici (Happy Days), regia di Benjamin Stoloff (1929)
- They Had to See Paris, regia di Frank Borzage (1929)
- Servizio segreto (The Girl from Havana), regia di Benjamin Stoloff (1929)
- Maritati ad Hollywood (Married in Hollywood), regia di Marcel Silver (1929)
- Giustizia dei ghiacci  (Frozen Justice), regia di Allan Dwan (1929)
- Love, Live and Laugh, regia di William K. Howard (1929)
- Sinfonia d'amore (A Song of Kentucky), regia di Lewis Seiler (1929)
- Romance of the Rio Grande (Manuelita), regia di Alfred Santell (1929)
- Nix on Dames, regia di Donald Gallaher (1929)
- Marching On, regia di Marcel Silver (1929)
- Seven Faces, regia di Berthold Viertel (1929)
- La perla di Hawaii (South Sea Rose), regia di Allan Dwan (1929)
- Lotta d'aquile (The Sky Hawk), regia di John G. Blystone (1929)
- Songs of the South Seas – cortometraggio (1929)
- Across the Sea – cortometraggio (1929)
- La veglia della fiamma (Christina), regia di William K. Howard (1929)
- Fifì dimmi di sì (Hot for Paris), regia di Raoul Walsh (1929)
- Il sorriso della vita (Sunnyside Up), regia di David Butler (1929)

## 1930
- Meet Me Down at Coney Isle, regia di Louis De Rochemont – cortometraggio (1930)
- En nombre de la amistad, regia di Richard Harlan (1930)
- El barbero de Napoleón, regia di Sidney Lanfield (1930)
- The Lone Star Ranger, regia di A.F. Erickson (1930)
- Harmony at Home , regia di Hamilton MacFadden (1930)
- Carnevale romantico (Cameo Kirby ), regia di Irving Cummings (1930)
- Il sottomarino (Men Without Women), regia di John Ford (1930)
- Let's Go Places, regia di Frank R. Strayer (1930)
- Il nostro pane quotidiano (Our Daily Bread o City Girl), regia di Friedrich Wilhelm Murnau
- Come nasce l'amore (The Big Party), regia di J. G. Blystone (1930)
- Such Men Are Dangerous, regia di Kenneth Hawks (1930)
- Caviglie d'oro (Her Golden Calf), regia di Millard Webb (1930)
- Un sogno che vive (High Society Blues), regia di David Butler (1930)
- Crazy That Way, regia di Hamilton MacFadden (1930)
- The Three Sisters, regia di Paul Sloane (1930)
- Temple Tower, regia di Donald Gallaher (1930)
- I lupi di Chicago (Double Cross Roads), regia di George E. Middleton, Alfred L. Werker (1930)
- Angelo biondo (The Arizona Kid), regia di Alfred Santell (1930)
- New Movietone Follies of 1930, regia di Benjamin Stoloff (1930)
- Temerario nato (Born Reckless), regia di Andrew Bennison, John Ford (1930)
- On the Level, regia di Irving Cummings (1930)
- So This Is London, regia di John G. Blystone (1930)
- Not Damaged, regia di Chandler Sprague (1930)
- Il bel contrabbandiere (Women Everywhere), regia di Alezander Korda (1930)
- La traccia bianca (Rough Romance), regia di A.F. Erickson (1930)
- Cheer Up and Smile, regia di Sidney Lanfield (1930)
- Good Intentions, regia di William K. Howard (1930)
- La seduzione del peccato (Wild Company), regia di Leo McCarey (1930)
- Il prezzo di un bacio (One Mad Kiss), regia di Marcel Silver, James Tinling (1930)
- Il canto del mio cuore (Song o' My Heart), regia di Frank Borzage (1930)
- El precio de un beso, regia di Marcel Silver, James Tinling (1930)
- Tu che mi accusi (Common Clay), regia di Victor Fleming (1930)
- Il tormento di un uomo (Man Trouble), regia di Berthold Viertel (1930)
- L'ultimo eroe (The Last of the Duanes), regia di Alfred L. Werker (1930)
- On Your Back, regia di Guthrie McClintic (1930)
- Del mismo barro, regia di David Howard (1930)
- Il lupo dei mari (The Sea Wolf), regia di Alfred Santell (1930)
- Soup to Nuts
- Il grande sentiero (The Big Trail), regia di Raoul Walsh e, non accreditato, Louis R. Loeffler (1930)
- El último de los Vargas, regia di David Howard (1930)
- La leggenda di Liliom (Liliom), regia di Frank Borzage (1930)
- Up the River, regia di John Ford (1930)
- Il gallo della checca (A Devil with Women), regia di Irving Cummings (1930)
- Scotland Yard, regia di William K. Howard (1930)
- La spia (Renegades), regia di Victor Fleming (1930)
- El valiente, regia di Richard Harlan (1930)
- The Dancers, regia di Chandler Sprague (1930)
- I prodigi del 2000 (Just Imagine), regia di David Butler (1930)
- L'amante di mezzanotte (Oh, for a Man!), regia di Hamilton MacFadden (1930)
- Lightnin', regia di Henry King (1930)
- Part Time Wife, regia di Leo McCarey (1930)
- Are You There?
- Quando l'amore parla (The Princess and the Plumber), regia di Alexander Korda, John G. Blystone (1930)
- Cuando el amor ríe, regia di David Howard, Manuel París e William J. Scully (1930)
- Under Suspicion, regia di A.F. Erickson (1930)
- Men on Call, regia di John G. Blystone (1930)

## 1931
- The Professional Guest, regia di George King (1931)
- Rinascita (The Man Who Came Back), regia di Raoul Walsh (1931)
- Once a Sinner, regia di Guthrie McClintic (1931)
- In fondo ai mari (Seas Beneath), regia di John Ford (1931)
- Girls Demand Excitement, regia di Seymour Felix (1931)
- La gran jornada, regia di David Howard, Sam Schneider (1931)
- Don't Bet on Women, regia di William K. Howard (1931)
- Anima e corpo (Body and Soul), regia di Alfred Santell (1931)
- Camino del infierno
- Ripudiata (East Lynne), regia di Frank Lloyd (1931)
- La corsa alla fortuna  (Not Exactly Gentlemen), regia di Benjamin Stoloff (1931)
- Fiamme di gelosia (Doctors' Wives), regia di Frank Borzage (1931)
- Una notte indiavolata  (Mr. Lemon of Orange), regia di John G. Blystone (1931)
- La piste des géants
- Die große Fahrt, regia di Lewis Seiler, Raoul Walsh (1931)
- Un americano alla corte di re Artù (A Connecticut Yankee), regia di David Butler (1931)
- La crociera del delitto (Charlie Chan Carries On), regia di Hamilton MacFadden (1931)
- Quick Millions, regia di Rowland Brown (1931)
- El impostor, regia di Lewis Seiler (1931)
- Three Girls Lost, regia di Sidney Lanfield (1931)
- La spia (The Spy), regia di Berthold Viertel (1931)
- Six Cylinder Love, regia di Thornton Freeland (1931)
- Young Sinners, regia di John G. Blystone (1931)
- Always Goodbye, regia di Kenneth MacKenna e William C. Menzies (William Cameron Menzies) (1931)
- Sempre rivali  (Women of All Nations), regia di Raoul Walsh (1931)
- Mahatma Gandhi Talks (1931)
- Papà Gambalunga (Daddy Long Legs), regia di Alfred Santell (1931)
- Cuerpo y alma, regia di David Howard (1931)
- I pasticci di Annabella  (Annabelle's Affairs), regia di Alfred L. Werker (1931)
- Il cammello nero (The Black Camel), regia di Hamilton MacFadden (1931)
- Goldie, regia di Benjamin Stoloff (1931)
- Esclavas de la moda, regia di David Howard, Francisco Moré de la Torre (1931)
- Hush Money, regia di Sidney Lanfield (1931)
- Their Mad Moment, regia di Hamilton MacFadden e Chandler Sprague (1931)
- A Holy Terror, regia di Irving Cummings (1931)
- Hay que casar al príncipe, regia di Lewis Seiler (1931)
- Young as You Feel, regia di Frank Borzage (1931)
- Bad Girl, regia di Frank Borzage (1931)
- La trovatella (The Brat), regia di John Ford (1931)
- Transatlantico (Transatlantic), regia di William K. Howard (1931)
- La casetta sulla spiaggia (Merely Mary Ann), regia di Henry King (1931)
- ¿Conoces a tu mujer?, regia di David Howard (1931)
- Mamá
- The Spider, regia di Kenneth MacKenna e William Cameron Menzies (1931)
- Condannata  (Wicked), regia di Allan Dwan (1931)
- La ley del harem, regia di Lewis Seiler (1931)
- Skyline, regia di Sam Taylor (1931)
- Sob Sister, regia di Alfred Santell (1931)
- L'amazzone mascherata (Riders of the Purple Sage), regia di Hamilton MacFadden (1931)
- Il passaporto giallo (The Yellow Ticket), regia di Raoul Walsh (1931)
- Carmencita (The Cisco Kid), regia di Irving Cummings (1931)
- Heartbreak, regia di Alfred L. Werker (1931)
- Ambassador Bill, regia di Sam Taylor (1931)
- Mi último amor, regia di Lewis Seiler (1931)
- Over the Hill, regia di Henry King (1931)
- Eran trece, regia di (non accreditato) David Howard (1931)
- Prigionieri (Surrender), regia di William K. Howard (1931)
- Good Sport, regia di Kenneth MacKenna (1931)
- La piccola emigrante (Delicious), regia di David Butler (1931)

## 1932
- Born to Fight, regia di Walter Mayo (1932)
- The Rainbow Trail, regia di Lynn Reynolds (1925)
- Stepping Sisters, regia di Seymour Felix (1932)
- Dance Team, regia di Sidney Lanfield (1932)
- Charlie Chan's Chance, regia di John G. Blystone (1932)
- Cheaters at Play, regia di Hamilton MacFadden (1932)
- Il testimonio muto (Silent Witness), regia di R.L. Hough e da Marcel Varnel (1932)
- La rosa del Texas (The Gay Caballero), regia di Alfred L. Werker (1932)
- She Wanted a Millionaire, regia di John G. Blystone (1932)
- Marido y mujer, regia di Bert E. Sebell (1932)
- Business and Pleasure, regia di David Butler (1932)
- After Tomorrow, regia di Frank Borzage (1932)
- Disorderly Conduct, regia di John W. Considine Jr. (1932)
- La lotteria del diavolo  (Devil's Lottery), regia di Sam Taylor (1932)
- Careless Lady, regia di Kenneth MacKenna (1932)
- Amateur Daddy, regia di John G. Blystone (1932)
- Young America, regia di Frank Borzage (1932)
- The Trial of Vivienne Ware, regia di William K. Howard (1932)
- While Paris Sleeps, regia di Allan Dwan (1932)
- The Woman in Room 13, regia di Henry King (1932)
- Man About Town, regia di John Francis Dillon (1932)
- Society Girl
- Week Ends Only, regia di Alan Crosland (1932)
- Bachelor's Affairs, regia di Alfred L. Werker (1932)
- La fattoria del mistero  (Mystery Ranch), regia di David Howard (1932)
- Rebecca of Sunnybrook Farm, regia di Alfred Santell (1932)
- Almost Married, regia di William Cameron Menzies (1932)
- Il primo anno  (The First Year), regia di William K. Howard (1932)
- Chandu the Magician, regia di Marcel Varnel e William Cameron Menzies (1932)
- Congorilla, regia di Martin E. Johnson – documentario (1932)
- The Painted Woman, regia di John G. Blystone (1932)
- La donna senza domani  (A Passport to Hell), regia di Frank Lloyd (1932)
- Down to Earth, regia di David Butler (1932)
- Contrabando
- Hat Check Girl, regia di Sidney Lanfield (1932)
- Ragazza selvaggia (Wild Girl), regia di Raoul Walsh (1932)
- Ancora sei ore di vita  (6 Hours to Live), regia di William Dieterle (1932)
- Rackety Rax, regia di Alfred L. Werker (1932)
- The Golden West, regia di David Howard (1932)
- Sherlock Holmes, regia di William K. Howard (1932)
- El caballero de la noche, regia di James Tinling (1932)
- La madonnina del porto (Tess of the Storm Country), regia di Alfred Santell (1932)
- Sangue ribelle (Call Her Savage), regia di John Francis Dillon (1932)
- Too Busy to Work, regia di John G. Blystone (1932)
- Io e la mia ragazza (Me and My Gal), regia di Raoul Walsh (1932)
- Handle with Care, regia di David Butler (1932)

## 1933
- The Story of Hell on Earth, regia di Bernard R. Hubbard – documentario (1933)
- Second Hand Wife, regia di Hamilton MacFadden (1933)
- Cavalcata (Cavalcade), regia di Frank Lloyd (1933)
- Olsen's Big Moment, regia di Malcolm St. Clair (1933)
- Tutto pepe (Hot Pepper), regia di John G. Blystone (1933)
- Face in the Sky, regia di Harry Lachman (1933)
- Montagne russe (State Fair), regia di Henry King (1933)
- El último varon sobre la Tierra, regia di James Tinling (1933)
- Contraband, regia di Raymond Wells (1933)
- Fulmine (Smoke Lightning), regia di David Howard (1933)
- Dangerously Yours
- Broadway Bad. regia di Sidney Lanfield (1933)
- Humanity, regia di John Francis Dillon (1933)
- Marinai a terra (Sailor's Luck), regia di Raoul Walsh (1933)
- Primavera en otoño, regia di Eugene Forde (1933)
- Crociera di piacere (Pleasure Cruise), regia di Frank Tuttle (1933)
- Infernal Machine, regia di Marcel Varnel (1933)
- Scendendo lungo Broadway (Hello, Sister!), regia di Alan Crosland, Erich von Stroheim, Raoul Walsh e Alfred L. Werker (1933)
- Trick for Trick, regia di Hamilton MacFadden (1933)
- Anime alla deriva (Bondage), regia di Alfred Santell (1933)
- Zani (Zoo in Budapest), regia di Rowland V. Lee (1933)
- La disfatta delle amazzoni (The Warrior's Husband), regia di Walter Lang (1933)
- La principessa innamorata (Adorable), regia di Wilhelm Dieterle (1933)
- Hold Me Tight, regia di David Butler (1933)
- Il re degli zingari (El rey de los Gitanos), regia di Frank R. Strayer (1933)
- I Loved You Wednesday, regia di Henry King, William Cameron Menzies (1933)
- Best of Enemies, regia di Rian James (1933)
- The Man Who Dared, regia di Hamilton MacFadden
- Life in the Raw, regia di Louis King (1933)
- L'ultimo Adamo (It's Great to Be Alive), regia di Alfred L. Werker (1933)
- Pellegrinaggio (Pilgrimage), regia di John Ford (1933)
- Orizzonti di fuoco (The Devil's in Love), regia di William Dieterle (1933)
- Arizona to Broadway, regia di James Tinling (1933)
- Shanghai Madness, regia di John G. Blystone (1933)
- Potenza e gloria (The Power and the Glory), regia di William K. Howard (1933)
- The Last Trail, regia di James Tinling (1933)
- Adorabile (Paddy the Next Best Thing), regia di Harry Lachman (1933)
- Una viuda romántica, regia di Louis King (1933)
- Melodía prohibida, regia di Frank R. Strayer (1933)
- Labbra traditrici (My Lips Betray), regia di John G. Blystone e, non accreditato, Henry King (1933)
- Charlie Chan's Greatest Case, regia di Hamilton MacFadden (1933)
- La strana realtà di Peter Standish (Berkeley Square), regia di Frank Lloyd (1933)
- My Weakness, regia di David Butler (1933)
- Dottor Bull (Doctor Bull), regia di John Ford (1933)
- Walls of Gold, regia di Kenneth MacKenna (1933)
- The Mad Game, regia di Irving Cummings (1933)
- No dejes la puerta abierta, regia di Lewis Seiler (1933)
- Jimmy and Sally, regia di James Tinling (1933)
- The Worst Woman in Paris?, regia di Monta Bell (1933)
- Hoop-La, regia di Frank Lloyd (1933)
- Smoky, regia di Eugene Forde (1933)
- Yo, tú y ella, regia di John Reinhardt (1933)
- Mr. Skitch, regia di James Cruze (1933)
- Susanna (I Am Suzanne), regia di Rowland V. Lee (1933)

## 1934
- Amore alla frontiera (Frontier Marshal), regia di Lewis Seiler (1934)
- As Husbands Go, regia di Hamilton MacFadden (1934)
- La cruz y la espada, regia di Frank R. Strayer, Miguel de Zárraga (1934)
- Joanna (Carolina), regia di Henry King (1934)
- Carovane (Caravan), regia di Erik Charell (1934)
- Tre contro la morte (The Devil Tiger), regia di Clyde E. Elliott (1934)
- La ciudad de cartón, regia di Louis King (1934)
- Orient Express, regia di Paul Martin (1934)
- David Harum, regia di James Cruze (1934)
- La via proibita (Coming-Out Party), regia di John G. Blystone (1934)
- Il paradiso delle stelle (George White's Scandals), regia di Thornton Freeland, Harry Lachman e George White (1934)
- Three on a Honeymoon, regia di James Tinling (1934)
- Hold That Girl, regia di Hamilton MacFadden (1934)
- I nemici delle donne (Ever Since Eve), regia di George Marshall (1934)
- I Believed in You, regia di Irving Cummings (1934)
- Alla conquista di Hollywood (Bottoms Up), regia di David Butler (1934)
- Il trionfo della vita (Stand Up and Cheer!), regia di Hamilton MacFadden (1934)
- Sleepers East, regia di Kenneth MacKenna (1934)
- All Men Are Enemies, regia di George Fitzmaurice (1934)
- Primo amore (Change of Heart), regia di John G. Blystone (1934)
- Granaderos del amor, regia di John Reinhardt, Miguel de Zárraga (1934)
- L'isola degli agguati (Murder in Trinidad), regia di Louis King (1934)
- Oro maledetto (Wild Gold), regia di George Marshall (1934)
- Such Women Are Dangerous, regia di James Flood (1934)
- Now I'll Tell
- Il mondo va avanti (The World Moves On), regia di John Ford (1934)
- She Learned About Sailors, regia di George Marshall (1934)
- Piccola stella (Baby, Take a Bow), regia di Harry Lachman (1934)
- Charlie Chan's Courage, regia di Eugene Forde e George Hadden (1934)
- Call It Luck, regia di James Tinling (1934)
- Grand Canary , regia di Irving Cummings (1934)
- Handy Andy, regia di David Butler (1934)
- Springtime for Henry, regia di Frank Tuttle (1934)
- Porte chiuse (She Was a Lady), regia di Hamilton MacFadden (1934)
- Gli occhi dell'anima (Pursued), regia di Louis King (1934)
- Un capitan de Cosacos , regia di John Reinhardt (1934)
- Il nemico invisibile (Charlie Chan in London), regia di Eugene Forde (1934)
- Il giudice (Judge Priest), regia di John Ford (1934)
- Chiaro di luna (Servants' Entrance), regia di Walt Disney e Frank Lloyd (1934)
- Marie Galante, regia di Henry King (1934)
- Dos más uno dos, regia di John Reinhardt (1934)
- Caravane, regia di Erik Charell (1934)
- Elinor Norton, regia di Hamilton MacFadden (1934)
- Serenata di Schubert (Love Time), regia di James Tinling (1934)
- Gambling, regia di Rowland V. Lee (1934)
- La guerra mondiale (The First World War) (1934)
- The White Parade, regia di Irving Cummings (1934)
- Nada más que una mujer, regia di Harry Lachman (1934)
- Las fronteras del amor, regia di Frank R. Strayer (1934)
- 365 Nights in Hollywood, regia di George Marshall (1934)
- Hell in the Heavens, regia di John G. Blystone (1934)
- Musica nell'aria (Music in the Air), regia di Joe May (1934)
- La mascotte dell'aeroporto (Bright Eyes), regia di David Butler (1934)
- Bachelor of Arts, regia di Louis King (1934)

## 1935
- Helldorado, regia di James Cruze (1935)
- La donna del mistero (Mystery Woman), regia di Eugene Forde (1935)
- The County Chairman, regia di John G. Blystone (1935)
- L'uomo dai due volti (Charlie Chan in Paris), regia di Hamilton MacFadden e Lewis Seiler (1935)
- Sotto pressione (Under Pressure), regia di Raoul Walsh (1935)
- The Lottery Lover, regia di Wilhelm Thiele (1935)
- Señora casada necesita marido, regia di James Tinling (1935)
- Ritornerà primavera (One More Spring), regia di Henry King (1935)
- Il piccolo colonnello (The Little Colonel), regia di David Butler (1935)
- The Great Hotel Murder, regia di Eugene Forde (1935)
- Asegure a su mujer, regia di Lewis Seiler (1935)
- La vita comincia a quarant'anni (Life Begins at Forty), regia di George Marshall (1935)
- Julieta compra un hijo, regia di Louis King, Gregorio Martínez Sierra (1935)
- George White's 1935 Scandals, regia di George White (1935)
- It's a Small World, regia di Irving Cummings (1935)
- $10 Raise, regia di George Marshall (1935)
- Un angolo di paradiso (Our Little Girl), regia di John S. Robertson (1935)
- Ginger, regia di Lewis Seiler (1935)
- Under the Pampas Moon, regia di James Tinling (1935)
- Black Sheep, regia di Allan Dwan (1935)
- Il segreto delle piramidi (Charlie Chan in Egypt), regia di Louis King (1935)
- Spring Tonic, regia di Clyde Bruckman (1935)
- Silk Hat Kid, regia di H. Bruce Humberstone (1935)
- Doubting Thomas
- The Daring Young Man, regia di William A. Seiter (1935)
- Riccioli d'oro (Curly Top), regia di Irving Cummings (1935)
- La nave di Satana  (Dante's Inferno), regia di Harry Lachman (1935)
- The Farmer Takes a Wife, regia di Victor Fleming (1935)
- Welcome Home, regia di James Tinling (1935)
- Orchids to You, regia di William A. Seiter (1935)
- Canto d'amore (Here's to Romance), regia di Alfred E. Green (1935)
- Il battello pazzo (Steamboat Round the Bend), regia di John Ford (1935)
- Angelina o el honor de un brigadier, regia di Louis King, Miguel de Zárraga (1935)
- Abbasso le bionde (Redheads on Parade), regia di Norman Z. McLeod (1935)
- Ladies Love Danger, regia di H. Bruce Humberstone (1935)
- L'allegro inganno (The Gay Deception), regia di William Wyler (1935)
- Thunder in the Night, regia di George Archainbaud (1935)
- Navy Wife, regia di Allan Dwan (1935)
- Piernas de seda, regia di John Boland, Enrique de Rosas, Miguel de Zárraga (1935)
- This Is the Life, regia di Marshall Neilan (1935)
- Dressed to Thrill, regia di Harry Lachman (1935)
- L'artiglio giallo (Charlie Chan in Shanghai ), regia di James Tinling (1935)
- Cuori incatenati (Way Down East), regia di Henry King (1935)
- Rosa de Francia, regia di José López Rubio e Gordon Wiles (1935)
- Bad Boy, regia di John G. Blystone (1935)
- Te quiero con locura, regia di John Boland (1935)
- Music Is Magic, regia di George Marshall (1935)
- In Old Kentucky, regia di George Marshall (1935)